# Algerienkrieg
Der Algerienkrieg (gleichbedeutend französisch Guerre d’Algérie; arabisch ثورة التحرير الجزائرية, DMG Ṯaurat at-Taḥrīr al-Ǧazāʾiriyya, wörtlich etwa Algerische Befreiungsrevolution) war ein bewaffneter Konflikt um die Unabhängigkeit Algeriens von Frankreich in den Jahren 1954 bis 1962. Er wurde planvoll von der marxistisch-nationalistischen FLN (Front de la Libération Nationale) begonnen, die dafür zu Mitteln des Terrorismus griff. Dem französischen Militär gelang es – anders als im vorhergegangenen Indochinakrieg –, militärisch die Oberhand zu behalten. Kriegsverluste und Menschenrechtsverletzungen inklusive Folter durch französische Truppen machten die Auseinandersetzung in Frankreich jedoch sehr unpopulär. Charles de Gaulle wurde wieder mit der Regierung betraut, man verhandelte mit den algerischen Anführern, was zur Unabhängigkeit Algeriens führte. In der Folge kam es in Frankreich zum erfolglosen Putschversuch hoher Militärs und zur Bildung der Terrororganisation OAS.
Der Unabhängigkeitskrieg erfasste weite Teile der Bevölkerung Algeriens, wobei eine Minderheit muslimischer Algerier für die Zugehörigkeit zu Frankreich kämpfte. In dieser Zeit wurden Millionen Menschen zwangsumgesiedelt. Die europäische Minderheit im Land floh nach der Unabhängigkeit des Landes fast vollständig. Der Krieg griff in Form von politischen Demonstrationen und terroristischen Anschlägen auch auf das „Mutterland“ über. Er endete im März 1962 durch die Verträge von Évian mit einer Verhandlungslösung, welche die Unabhängigkeit Algeriens unter Führung der FLN zur Folge hatte. Die zunächst gebildete algerische Regierung unter Ahmed Ben Bella wurde 1965 durch einen Militärputsch gestürzt, woraus das autoritäre Regime Houari Boumediennes hervorging.

## Vorgeschichte

### Französische Kolonialisierung
Mit der Besetzung der Küstenstädte Algier, Oran und Annaba durch französische Truppen begann 1830 die Eroberung des Landes. Anlass des Krieges war eine diplomatische Affäre: Der nominell dem Osmanischen Reich unterstehende algerische Herrscher Hussein Dey schlug den französischen Konsul mit seinem Fliegenwedel, als dieser die Rückzahlung französischer Schulden aus der Zeit der Napoleonischen Kriege ablehnte. Motive hinter der Kriegserklärung waren der erhoffte Gewinn von Kolonien, der Glaube an die Überlegenheit des eigenen Gesellschaftssystems im Sinne des Gegensatzes „Zivilisation“ gegen „Barbarei“ und das Bestreben der restaurierten Monarchie, durch den Krieg an Popularität zu gewinnen.
Nach der Eroberung des Nordteils des Landes war sich die französische Nationalversammlung uneins, wie das neue Gebiet in den Staat integriert werden sollte. Bis 1848 blieb der besetzte Teil Algeriens daher unter Militärherrschaft. Die französischen Truppen konnten bis 1870 den Großteil des Landes besetzen. Das nichtbesetzte Territorium wurde nach der französischen Intervention teilweise durch staatliche Strukturen gefüllt. Ahmed Bey bin Muhammad Sharif, der vormalige Bey der Region, versuchte, einen eigenen Staat nach osmanischem Modell in Ostalgerien aufzubauen. Abd el-Kader, ein Abkömmling einer Familie religiöser Notabler, errichtete eine stammesbasierte Theokratie in Westalgerien. Während dieser Phase kam es ständig zu Kampfhandlungen durch immer wieder in verschiedenen Regionen aufflammende Aufstände der örtlichen Bevölkerung gegen die französische Kolonialmacht. Abd el-Kader erlangte dabei landesweite Berühmtheit als Vorkämpfer gegen die französische Präsenz im Land. 1847 kamen beide Staaten nach militärischen Niederlagen und der Verhaftung ihrer Anführer zum Erliegen. Das entstandene Machtvakuum wurde nach und nach durch die Expansion des französischen Kolonialstaates gefüllt.
Die Ansiedlung einer loyalen Gruppe europäischer Kolonisten war erklärtes Ziel der wechselnden französischen Regierungen und die Immigration wurde durch Landvergabe sowie staatliche Hilfen massiv gefördert. Die Ziele der Regierung waren sowohl die Festigung der Kontrolle über das algerische Territorium als auch, den im Zuge der Industrialisierung und Urbanisierung zunehmenden Bevölkerungsdruck vom Mutterland ableiten zu können. Die Mehrheit der europäischen Kolonisten stammte zu Beginn aus Spanien und Italien, deren Hauptmotiv der Auswanderung die dort vergleichsweise schwierige wirtschaftliche Lage war. 1848 waren nur 9 Prozent der 100.000 europäischen Zivilisten in Algerien französische Staatsbürger und die Mehrheit stammten aus dem mediterranen Süden des Landes. Durch Einwanderung und Einbürgerung waren 1889 unter 423.000 Kolonisten 220.000 Franzosen. Nach der Februarrevolution von 1848 wurden rund 4.000 Pariser Arbeiter in die Kolonie deportiert. Diese Praxis wurde von folgenden Regierungen mehrmals wiederholt. Die französische Regierung stellte ebenso nach dem Verlust von Elsass-Lothringen 1871 100.000 Hektar Land ab, um dort 1.200 Flüchtlingsfamilien aus den verlorenen Gebieten anzusiedeln. 1875 wurde das Territorium offiziell als integraler Teil Frankreichs annektiert. Die politische Entmündigung der einheimischen Bevölkerung wurde im selben Jahr im Code de l’indigénat festgeschrieben. Wahl- und Bürgerrechte standen lediglich europäischen Siedlern zu. Die einheimische Bevölkerung wurde mit Hilfe von lokalen Stammesführern regiert.
Die europäische Kolonisierung des Landes führte zur Zerstörung der bis dato bestehenden ländlichen und städtischen muslimischen Gesellschaftsstrukturen. Die vor der Kolonisation rund 100.000 Menschen zählende Handwerkerschaft wurde durch die Öffnung des algerischen Marktes gegenüber Frankreich größtenteils zerschlagen, so dass im Verlauf der Kolonisierung fast alle Konsumgüter des täglichen Bedarfs aus Frankreich importiert wurden. Die Vereinigungen der Handwerkerschaft wurden durch Legislation der Kolonialmacht mehr und mehr eingeschränkt, bis sie 1868 schließlich ganz verboten wurden. Die Einrichtungen des vor der Kolonisation religiös geprägten Bildungswesens, welches sich auf Zawiyas und an Moscheen angeschlossene Schulen stützte, verfielen mangels Finanzierung. Der Kolonialstaat beschleunigte den Verfall durch Konfiskationen von Stiftungsland für diese Einrichtungen. Im kolonialen Schulsystem waren die europäischen Siedler deutlich überrepräsentiert. Die einheimischen Sprachen Arabisch und Berberisch wurden kaum oder nicht gelehrt, bis 1936 Arabisch als Fremdsprache wieder zugelassen wurde. 1944 besuchten nur rund 8 Prozent der einheimischen Kinder im Grundschulalter eine Grundschule. 1954 waren 85 Prozent der einheimischen Bevölkerung Analphabeten, Frauen zu rund 95 Prozent. Staatlich gefördert kam es durch Landkäufe zu einer massiven Umverteilung der fruchtbarsten Gebiete aus muslimischer in europäische Hand und bis 1901 waren 45 Prozent des Landbesitzes im Eigentum europäischer Siedler. Die muslimischen Bauern waren dadurch einer Pauperisierung ausgesetzt, die schlussendlich dazu führte, dass Hunderttausende muslimische Landarbeiter für sehr geringe Löhne auf den Feldern der Kolonisten arbeiteten. Ebenso verschlimmerte sich die Nahrungsmittelversorgung, so dass es bis in die erste Hälfte des 20. Jahrhunderts regelmäßig zu Hungersnöten kam, bei denen ganze Landstriche auf pflanzliche Notnahrung und Aas angewiesen waren. Auf der Basis von statistischen Rückrechnungen wird angenommen, dass die Zahl der einheimischen Bevölkerung des Landes von rund 3 Millionen 1830 auf 2,1 Millionen im Jahr 1872 durch Kämpfe, Hunger, Krankheit oder Auswanderung fiel.
1870 kam es während des Deutsch-Französischen Krieges im Rahmen der Mokrani-Revolte zu einem Aufstand von 150.000 Berbern und Arabern, die den Kampf gegen die Franzosen als religiös legitimierten Dschihad ansahen. Der Aufstand wurde von französischen Truppen niedergeschlagen. Die sozialen Konflikte führten zu einem tradierten Hass der muslimischen Bevölkerung gegen die Kolonialherrschaft. Dies führte dazu, dass sich innerhalb des Landes Kolonisten und Kolonisierte latent feindselig, oft auch gewalttätig gegenüberstanden. Daraus folgte eine soziale Segregation, bei der das gebirgige Hinterland sowie die städtischen Kasbahs als muslimische Domäne und die fruchtbaren Küstengebiete als Einflussgebiet der Kolonisten angesehen wurden. Die nach der Niederlage des französischen Kaiserreichs im September 1870 entstandene Dritte Republik erhob die bis dato ökonomisch marginalisierte kleine jüdische Gemeinschaft Algeriens mit dem Décret Crémieux zu französischen Staatsbürgern, nachdem bereits das Kaiserreich Maßnahmen getroffen hatte, die Assimilation der algerischen Juden an den Kolonialstaat zu fördern. Dies wird oft als ein verstärkender Faktor für den Volkszorn der Mokranirevolte gesehen. Ebenso stieß die Judenemanzipation unter vielen Algerienfranzosen aufgrund von Angst vor eigenem Privilegienverlust und Antisemitismus auf Ablehnung.
Im Ersten Weltkrieg dienten 173.000 Araber und Berber in der französischen Armee. Davon fielen 25.000 und 57.000 wurden verwundet. Ebenso wurden mehrere Zehntausend als Arbeiter nach Frankreich geholt. Insgesamt mehr als ein Drittel aller algerischen Männer zwischen 20 und 40 Jahren befanden sich während des Krieges in Frankreich. Der Wehr- und Arbeitsdienst führte zu einer vermehrten Politisierung der einheimischen Bevölkerung. Nach dem Krieg kam es zwar zu einigen Vergünstigungen gegenüber den Veteranen, weitreichende soziale Reformen blieben jedoch aus. Während des Weltkriegs kam es im Aurèsgebirge zu einer lokal begrenzten Guerilla aus Deserteuren, welche mehrere tausend Kämpfer umfasste. Sie wurde von französischen Kolonialtruppen niedergeschlagen. Während der ersten Hälfte des 20. Jahrhunderts kam es zu einer weiteren Verarmung der Landbevölkerung. Der verbliebene indigene Landbesitz konzentrierte sich innerhalb einer zahlenmäßig sehr kleinen Schicht der einheimischen Gesellschaft. Dies führte zu einer regen Arbeitsmigration von hunderttausenden Algeriern nach Frankreich und zu einer Massenabwanderung in die Städte. Dort verschärften sich wiederum die bereits bestehenden sozialen Gegensätze. Ein Einheimischer hatte im Durchschnitt ein Elftel des Einkommens eines Angehörigen der zu 92 Prozent aus Europäern bestehenden Mittelklasse.

### Beginn des algerischen Nationalismus
Die 1920er und 1930er Jahre führten zur Ausbildung eines spezifisch algerischen Nationalbewusstseins unter der mit den Franzosen kooperierenden Elite und den muslimischen Rechtsgelehrten. Die Weltwirtschaftskrise führte zu einem Verarmungs- und Urbanisierungsschub. 1933 und 1934 kam es zu gewalttätigen Unruhen und zu einem Judenpogrom in Algier. Die Versuche der einheimischen politischen Eliten, organisationsübergreifend durch die Gründung des Kongresses der Algerischen Muslime innerhalb des Systems politische Zugeständnisse zu erreichen, scheiterten an der Ablehnung durch die Volksfront-Regierung unter Léon Blum. 1937 kam es zu einer Hungersnot, welche die Legitimität der französischen Herrschaft und die Versprechen einer ökonomischen Entwicklung weiter unglaubwürdig werden ließen. Dies führte zu massivem Zulauf zur neu gegründeten Parti du peuple algérien unter Messali Hadj. Eine Assimilation der Bevölkerung zu einer französischen Identität gelang kaum. Nur wenige Tausend wollten die französische Staatsbürgerschaft, die vom muslimischen Schariarecht entband und eine Person somit aus dem muslimischen Sozialgefüge isolierte. Nur rund zwei Prozent der Bevölkerung änderten ihre Umgangssprache auf Französisch. Die Partei und ihre Forderung nach nationaler Eigenständigkeit wurden von der französischen Verwaltung mit polizeilichen Mitteln unterdrückt.
Zu Beginn des Zweiten Weltkriegs 1939 erfasste die Mobilisation der französischen Streitkräfte auch die nordafrikanischen Kolonien. Das Heer stellte acht Kolonialdivisionen mit jeweils rund 75 Prozent Anteil von Muslimen auf, deren Mehrheit aus Algerien stammte. Die Kolonialregierung verzeichnete zu Kriegsbeginn wenig Ereignisse gegen die Mobilisierung und war sich der Loyalität der muslimischen Bevölkerung wie im Ersten Weltkrieg sicher. Während der Niederlage Frankreichs 1940 waren drei nordafrikanische Divisionen in Belgien eingesetzt. Rund 12.000 Algerier gerieten in deutsche Kriegsgefangenschaft. Während des Zweiten Weltkriegs steigerte sich die Unzufriedenheit unter der algerischen Bevölkerung weiter. Das autoritäre Vichy-Regime verschärfte die politischen Repressionsmaßnahmen. Nach der Eroberung des Gebiets im Zuge der Operation Torch kam Algerien unter die Herrschaft der Forces françaises libres. US-amerikanische Truppen und die Forderung der US-Administration, das Selbstbestimmungsrecht der Völker zu wahren, weckten dabei in den Augen der Bevölkerung Hoffnung auf Unabhängigkeit. 1942–1943 erschienen in manchen Regionen rund 50 Prozent der Wehrpflichtigen nicht zur Einberufung. In der Kabylei gelang es der nationalistischen PPA, eine politische Organisation aufzubauen. 1944 waren von 560.000 Soldaten der freifranzösischen Armee 230.000 muslimische Nordafrikaner. 129.920 davon stammten aus Algerien. Die freifranzösische Regierung zog jedoch nur rund 1,2 Prozent der algerischen Bevölkerung ein, während 14,2 Prozent der Algerienfranzosen zum Kriegsdienst herangezogen wurden. Rund 11.000 muslimische Nordafrikaner starben während des Krieges. Die freifranzösische Regierung gestand muslimischen Soldaten und Offizieren im August 1943 gleichen Sold wie ihren französischen Kameraden zu, jedoch blieben nordafrikanische Offiziere insbesondere bezüglich ihrer Aufstiegschancen deutlich beschränkt. 1943 forderte der algerische Politiker Ferhat Abbas ein autonomes Algerien innerhalb einer Föderation mit Frankreich. Die freifranzösische Regierung – durch die Lage ihres Hauptquartiers in Algier unter Charles de Gaulle direkt mit dem Problem konfrontiert – implementierte ein zögerliches Reformprogramm. Ein Hauptpunkt des Programms war die Einbürgerung von 65.000 Muslimen als vollwertige französische Staatsbürger und blieb unter den Erwartungen der Algerier. Es radikalisierte jedoch die Siedler, die sich gegen jedwede Reform wandten.
Anlässlich des Endes des Zweiten Weltkrieges in Europa fanden im Mai 1945 auch in Algerien Siegesfeiern statt. Diese nutzten algerische Nationalisten zur illegalen Mitführung algerischer Nationalsymbole, was in den meisten Regionen des Landes von den Behörden toleriert wurde. In Sétif, der Hauptstadt des muslimischen Lebens der Kolonie, kam es jedoch beim Versuch, die Fahnen einzuholen, zu einer Schießerei. Dieses Ereignis wird auch als Massaker von Sétif bezeichnet. Daraus resultierten Unruhen in der Region, bei denen große Teile der muslimischen Bevölkerung wahllos auf die europäische Bevölkerung losgingen. 102 Europäer kamen ums Leben. In Guelma massakrierte die paramilitärische Miliz der Siedler daraufhin jeden vierten muslimischen Mann im waffenfähigen Alter, rund 1500 Menschen. Das französische Militär antwortete mit einer Repressionskampagne, an der 10.000 Soldaten beteiligt waren. Dieser fielen – die genauen Zahlen sind unklar – wiederum tausende Algerier zum Opfer. Sicherheitspolitisch konnten die französischen Behörden das Land erneut befrieden, doch die Ereignisse schufen ein politisches Klima, in dem ein Großteil der muslimischen Bevölkerung die französische Herrschaft vehement ablehnte. Insbesondere die nach den Unruhen heimkehrenden 136.000 Algerier, die in Europa auf alliierter Seite gekämpft hatten, wurden dadurch zum Anschluss an nationalistische Bewegungen motiviert. Nach der Gewalt und den damit verbundenen politischen Repressionen konstituierte sich das algerische politische Spektrum in zwei Parteien – der Bewegung für den Triumph der Demokratie (Mouvement pour le triomphe des libertés démocratiques, kurz: MTLD), gegründet durch Messali, und die Demokratische Union des algerischen Manifests (Union Démocratique du Manifeste Algérien, kurz: UDMA), geführt von Ferhat Abbas. Beide Parteien bekannten sich öffentlich zur Gewaltlosigkeit und Legalität. In Messalis Partei bestanden jedoch jüngere Mitglieder gegenüber der Parteiführung im Mai 1947 auf der Einrichtung einer bewaffneten Zelle, der Organisation Spéciale (OS), die sich auf bewaffnete Aktionen spezialisieren sollte. Die Organisation umfasste 1000 bis 1500 Mitglieder und wurde zu großen Teilen bis 1950 von den französischen Behörden zerschlagen. 1947 wurde von den französischen Behörden im Algerienstatut die demokratische Vertretung in Algerien geregelt. Dabei wurde eine Legislativversammlung einberufen, die aufgrund der Trennung in eine europäischstämmige Kammer und eine Kammer für Einheimische der Stimme eines Siedlers das achtfache Gewicht gegenüber einer algerischen Stimme einräumte. Bei der Wahl der Versammlung wurden unter der Federführung des Gouverneurs Marcel-Edmont Naegelen massiv Wahlfälschung und Einschüchterung politischer Gegenkandidaten begangen. Infolgedessen entfiel die Mehrheit von 41 der 60 Sitze der einheimischen Kammer auf durch den Staat beförderte Einzelpersonen, die nicht dem nationalistischen Parteienspektrum angehörten. Die Bevölkerung fühlte sich durch diese als Ja-Sager (Beni oui-oui) verschrienen Kandidaten nicht repräsentiert.
Ägypten, neben den Nachbarländern ein Zentrum von algerisch-nationalistischen Exilanten, entwickelte sich nach der Machtübernahme Gamal Abdel Nassers 1952 zu einem Unterstützer der algerischen Nationalisten. Die ägyptische Regierung unterstützte die Nationalisten zunächst durch Diplomatie wie auch durch nach Nordafrika ausgestrahlte Rundfunksendungen, welche den Panarabismus verbreiten sollten. Allerdings ordnete die ägyptische Führung, wie auch die Regierungen von Marokko und Tunesien, ihr Engagement in Nordafrika den eigenen diplomatischen Interessen gegenüber Frankreich unter.

### Etablierung der FLN

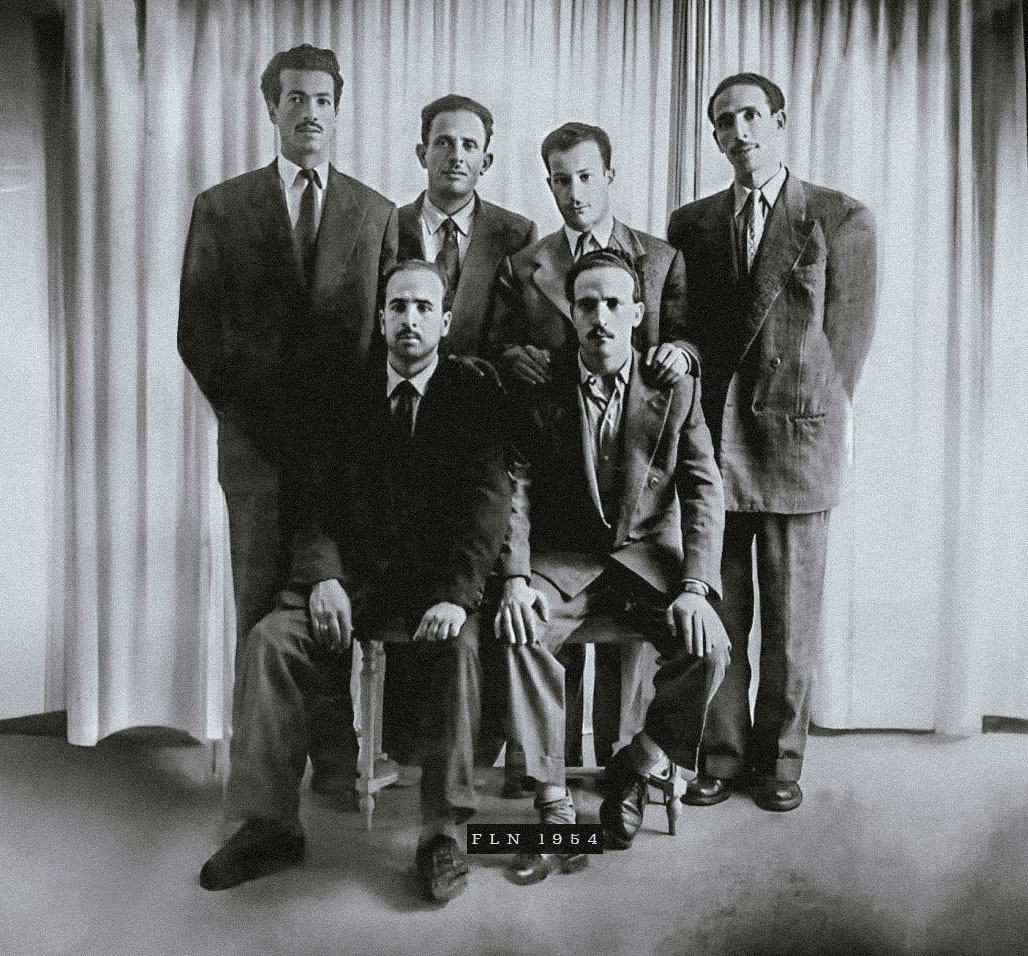
Die sechs Mitglieder der kollektiven Führung der FLN vor dem Beginn der von ihnen befohlenen Revolution des 1. November 1954; hintere Reihe v. l. n. r.: Rabah Bitat, Mostefa Ben Boulaïd, Didouche Mourad, Mohammed Boudiaf; sitzend v. l. n. r.: Belkacem Krim, Larbi Ben M'Hidi.

Mitte der fünfziger Jahre spalteten sich zahlreiche Kader der MTLD von der Partei und ihrem Führer Messali als Front de Libération Nationale ab. Hauptmotiv für die Abspaltung war die Distanzierung Messalis von den Guerillas der OS nach deren Zerschlagung. Dies erachteten die Dissidenten unter den OS-Veteranen als Eingeständnis seines Desinteresses am bewaffneten Kampf, den sie als einzig erfolgversprechenden Weg zur Unabhängigkeit ansahen. Die FLN wurde im Sommer 1954 gegründet und beanspruchte politische Oberhoheit und Unterordnung unter den bewaffneten Kampf als Mittel der Erreichung der Unabhängigkeit von Frankreich. Sie sah sich dabei als einzige legitime politische Vertretung der nichteuropäischen Bevölkerung und setzte diesen Anspruch mit Gewalt gegen moderatere politische Kräfte durch.
Die FLN avisierte öffentlich eine sozialistische, demokratische und auch islamischen Prinzipien genügende Republik als künftige Staatsform. Ebenso verpflichtete sich die FLN dazu, die Einheit zwischen den nordafrikanischen Staaten auf der Grundlage ihrer kulturellen Gleichartigkeit voranzutreiben.
Die Organisation schuf mit der Nationalen Befreiungsarmee (ALN) einen Guerillaverband, der ihre Ziele militärisch durchsetzen sollte. Die ALN teilte das Territorium Algeriens in sechs Bezirke (Wilayat) und stellte dort zentralisiert Untergrundkämpfer auf. Die ALN konnte dabei zu Beginn ihrer Existenz 1954 auf nur rund ein bis zwei Prozent der Bevölkerung als Unterstützer und mögliche Kombattanten zählen. Dementsprechend klein waren die Einheiten, sie umfassten pro Bezirk nur wenige hundert Bewaffnete. Insgesamt wird die Gesamtzahl der Kombattanten der FLN zu diesem Zeitpunkt auf 900 bis 3.000 Mann geschätzt. Die FLN war von Beginn an organisatorisch in eine Innere Organisation in Algerien selbst und eine im Ausland operierende Äußere Organisation gespalten. Die Äußere Organisation umfasste dabei die politische Führung, die gegenüber der militärischen Führung im Land die oberste Autorität der Organisation darstellte. Ihr Hauptquartier wurde 1954 in der ägyptischen Hauptstadt Kairo mit Zustimmung des ägyptischen Staatschefs Gamal Abdel Nasser errichtet. Nasser stand als Antikolonialist und Panarabist den Zielen der FLN ideologisch nahe und erhoffte sich eine mögliche Rolle Algeriens in seinem als politisches Ziel propagierten panarabischen Staat.

## Verlauf

### Offensive der FLN (Front de la Libération Nationale)
Am 1. November 1954 eröffnete die FLN in all ihren Militärbezirken eine Offensive mit Guerilla-Angriffen. Der Tag ging als Blutiges Allerheiligen in die französische Geschichte ein. Die französischen Behörden zählten 70 Angriffe mit drei Toten und vier Verletzten. Insgesamt kam es im November und Dezember 1954 zu 479 gewalttätigen Übergriffen. Die Hauptziele der Operationen waren kollaborierende Einheimische. Die FLN verfolgte damit bewusst das Ziel, die sozialen und politischen Kontakte zwischen der Kolonialmacht und den Einheimischen zu unterbrechen. Bevorzugte Ziele der Aufständischen unter den Einheimischen waren Qaids, gewählte Repräsentanten auf Kommunalebene, Steuereintreiber, Steuerzahler und algerische Angehörige der französischen Streitkräfte. Oft wurde die Gewalt von der FLN auch auf deren Familien ausgedehnt. Auf jedes europäischstämmige Opfer der FLN kamen in den ersten beiden Kriegsjahren sechs durch die FLN getötete Einheimische. Weitere Ziele waren die französische Polizei und das Militär sowie exportorientierte Wirtschaftseinrichtungen und Algerienfranzosen („Pied-noirs“).
Die Angriffe selbst waren deutlich weniger effizient als von der politischen Führung geplant. Der stellvertretende Befehlshaber des Bezirks Fünf (Oran) wurde bereits zu Beginn der Kampfhandlungen getötet. Die Organisation des Bezirks Vier (Algier) wurde binnen weniger Tage von der französischen Polizei zerschlagen. Politisch verbuchte die FLN jedoch einen Sieg. Die Organisation wurde mithilfe des in Algerien auch gehörten ägyptischen Radioprogramms schlagartig bekannt. Ebenso begann die ägyptische Regierung unter Nasser die FLN mit Waffenlieferungen zu unterstützen.
Die europäischstämmige Bevölkerung wie auch die Behörden taten die Ereignisse zunächst als von Gamal Abdel Nasser gesteuerten Versuch ab, Unruhen zu provozieren. Die französischen Sicherheitsbehörden nahmen wenige Monate danach 2.000 Parteigänger Messalis fest und trieben die bisher gemäßigten Nationalisten weiter in die Hände der FLN. Die einheimische Bevölkerung unterstützte die Unabhängigkeitsbestrebungen, erfuhr jedoch meist erst in den Folgemonaten von der Existenz und den Positionen der FLN. Die etablierten algerischen Politiker lehnten die Gewalttaten ab.
Der französische Staat reagierte mit einer Repressionskampagne gegen die Aufständischen. Den 50.000 französischen Soldaten im Land gelang es rasch, die FLN aus den urbanen Zentren zurückzudrängen. Die FLN konnte sich in den gebirgigen Rückzugsräumen des Landes auf eine Tradition ländlicher Freischärler stützen und somit der vollkommenen Zerschlagung entgehen. Gleichzeitig nahm ihre Bekanntheit und Popularität innerhalb der muslimischen Bevölkerung zu. Die FLN konnte außerdem, teils durch gezielte Gewalt oder deren Androhung, teils durch Gewährung persönlicher Vorteile, große Teile der noch mit den Franzosen kooperierenden lokalen Eliten der alten Parteien und der Ulama auf ihre Seite ziehen. Infolgedessen nahm die Zahl der Angriffe weiterhin zu, obwohl die Struktur der FLN immer mehr zerfiel. Das französische Militär kam im Februar 1955 zur Erkenntnis, dass eine Zerschlagung des Widerstands mit den im Land verfügbaren Mitteln gescheitert sei. Bereits im Januar des Jahres wurde durch die Regierung Pierre Mendès France mit Jacques Soustelle ein neuer Gouverneur bestellt, der neben militärischer Repression auch öffentlich eine soziale Integration der muslimischen Bevölkerung anstrebte. Ab März 1955 wurden erst einzelne Teile und dann schrittweise das ganze Land unter Kriegsrecht gestellt. Im Mai 1955 berief das französische Militär die ersten Reservisten ein, um die Truppenstärke in Algerien zu erhöhen. Am 20. August 1955 kam es im Département Constantine auf Geheiß der FLN in mehreren europäischen Siedlungen zu gewalttätigen Ausschreitungen tausender algerischer Zivilisten, denen 123 Menschen – darunter zehn europäischstämmige Kinder – zum Opfer fielen. Dieses „Massaker von Philippeville“ radikalisierte die französische Öffentlichkeit und diskreditierte massiv die Ideen Soustelles zur Integration der muslimischen Bevölkerung in eine Zivilgesellschaft nach französischem Modell. Das Militär beging ein Massaker, dem tausende einheimische Dorfbewohner zum Opfer fielen. Das Massaker wurde auf Initiative der Befehlshaber des Bezirks Zwei (Constantine, Bône, Philippeville), Youssef Zighout und Lakhdar Ben Tobbal, zur bewussten Eskalation der Gewalt zwischen Einheimischen und Siedlern durchgeführt.

### Versuch der Befriedung unter Mollet
Nach der Parlamentswahl 1956 wurde im Februar 1956 der Sozialist Guy Mollet zum französischen Ministerpräsidenten gewählt. Ein Hauptpunkt seines Wahlkampfs war das Versprechen der Befriedung Algeriens und dessen Verbleib im französischen Staatsverband. Mollet und auch nachfolgende Administrationen sahen das Halten Algeriens als unabdingbar, um den Großmachtstatus Frankreichs zu erhalten. Sollte Frankreich Algerien an die linksgerichtete FLN verlieren, verlöre Frankreich durch die Entstehung eines kommunistischen Blocks in Nordafrika auch jeglichen Einfluss auf die 1956 unabhängig gewordenen Nachbarländer Tunesien und Marokko. Die französische Regierung versuchte vergeblich, Hilfe von der NATO für den Krieg zu erhalten; dies scheiterte an der ablehnenden Haltung der Regierung Eisenhower. Diese hielt materielle Unterstützung nur für möglich, wenn eine baldige Lösung auf der Basis des Selbstbestimmungsrechts der Völker gefunden werde. Die spätere Regierung Kennedy verfolgte einen ähnlichen Kurs und befürchtete, dass der Konflikt den Zusammenhalt der NATO schwächen könnte.
Mollet besuchte Algier am 6. Februar 1956 und wurde entgegen seinen Erwartungen von zehntausenden Kriegsveteranen und Siedlern empfangen, die pünktlich zu seinem Erscheinen Demonstrationen und Ausschreitungen begingen. Unter diesem öffentlichen Druck unterstrich Mollet noch einmal öffentlichkeitswirksam die Zugehörigkeit des Landes zu Frankreich. Die hinter den Ausschreitungen stehende Kriegsveteranenvereinigung der algerischen Siedler wurde kurz darauf verboten und die Siedler waren durch die öffentlichen Zugeständnisse beruhigt; die einheimische Bevölkerung empfand dies aber als weitere Provokation und fühlte sich von der Zentralregierung gegenüber den Siedlern erneut zurückgesetzt.
Mollet wollte die Bevölkerung durch einen steigenden Lebensstandard an die bestehenden politischen Verhältnisse binden. Dies sollte durch ein massives Investitionsprogramm, insbesondere in ländlichen Regionen, sowie verstärkte Arbeitsmigration nach Frankreich erzielt werden. Mollet plante auch, durch eine massive Truppenaufstockung auf 450.000 Mann Mitte 1956 die FLN zerschlagen zu können. Dazu sollte Algerien in vierhundert Militärbezirke (Quadrillages) unterteilt werden, die jeweils von einer Einheit besetzt wurden. Ebenso sollte durch die zwangsmäßige Umsiedlung hunderttausender Bauern die Verbindung der Bevölkerung zu den Rückzugsräumen der Guerilla abgeschnitten werden. Im März 1956 verabschiedete die Regierung ein Gesetz, mit dem eine strikte Pressezensur in Algerien etabliert wurde. Ebenso wurde die bereits 1955 begonnene Inhaftierung von militanten algerischen Nationalisten in Internierungslagern ausgebaut und mehrere Zehntausend Algerier inhaftiert, 1.860 von ihnen in Frankreich.
Die FLN reagierte auf die Doppelstrategie mit zunehmender Politisierung des Krieges. So verbot sie der einheimischen Bevölkerung den Schulbesuch der Kinder sowie den Kauf von Tabak und Alkohol. Dadurch kamen viele Zivilpersonen von beiden Seiten unter Druck. Dem Militär gelangen zwar immer wieder örtlich spektakuläre Erfolge gegen die Guerilla; deren Anwachsen auf rund 20.000 Aktive und 40.000 organisierte Unterstützer konnte der Militäreinsatz jedoch nicht aufhalten. Die Kriegsführung der französischen Truppen mit der planmäßigen Anwendung von Folter und kollektiven Repressalien gegen als Feinde verdächtigte Bevölkerungsgruppen (Französische Doktrin) waren maßgeblich für die Popularität der FLN. Die FLN schaffte es dadurch, neben dem numerischen Zuwachs, ihre Struktur in den ersten beiden Kriegsjahren zu einem Untergrundstaat auszubauen, der weite Teile der einheimischen Bevölkerung erfasste. Dies umfasste eine eigene Gerichtsbarkeit, Steuereintreibung sowie ein rudimentäres Pensions- und Sozialwesen. Damit konkurrierte die FLN zwei Jahre nach ihrem Auftauchen erfolgreich mit den etablierten Institutionen des kolonialen Staates. Ebenso konnte die FLN unter der Ägide von Abane Ramdane bis Juli 1956 die Selbstabschaffung aller bestehenden politischen Parteien der Einheimischen bis auf Messalis Bewegung MNA durch die Kombination von Verhandlungen und Gewaltakten erreichen. Zahlreiche Kader der älteren Gruppierungen schlossen sich der FLN an; darunter auch Ferhat Abbas, nachdem er seine eigene Partei aufgelöst hatte.
Gleichzeitig geriet die Gewalt zwischen Siedlern und der einheimischen Bevölkerung mehr und mehr außer Kontrolle. Auf von der FLN begangene Morde folgte Lynchjustiz durch Algerienfranzosen; Einheimische reagierten darauf mit Gewalt. Insbesondere im urbanen Zentrum Algier wurde die Lage Ende 1956 für die Franzosen immer unkontrollierbarer. Nach der Beteiligung Frankreichs an der Besetzung des Suezkanals in der Suezkrise erweiterte die ägyptische Regierung unter Nasser ihre Hilfe für die FLN. Auch die direkten Nachbarstaaten Tunesien und Marokko verstärkten ihre Unterstützung. Beide Staaten boten Rückzugsräume für Soldaten und Flüchtlinge, unterstützten die Ausbildung der ALN und unterstützten Waffenschmuggel sowie das Einsickern von Guerillakämpfern über ihr Territorium nach Algerien.

### Schlacht von Algier

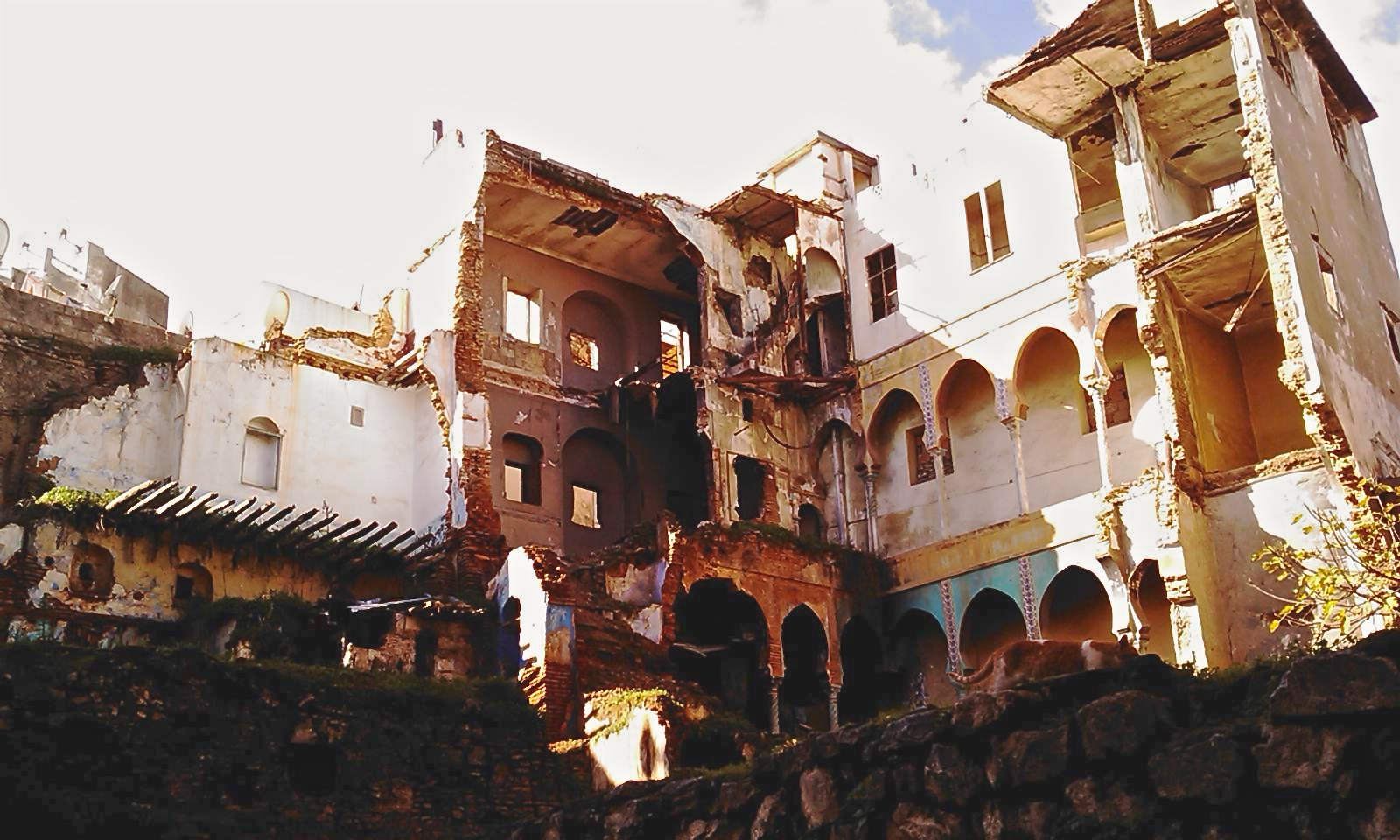
Im Originalzustand erhaltene Gebäuderuine, die als letztes Versteck des FLN-Führers Ali La Pointe diente, Bild von 2011

Die FLN begann unter der politischen Federführung von Ramdane eine weitere Eskalation des Konflikts zu planen. Diese sollte durch Terrorismus und Guerillaangriffe in Algier den Krieg aus den ländlichen Regionen in die Stadt verlagern. Dabei sollte die gezielte Gewalt gegen französische Zivilpersonen und Symbole der Kolonialherrschaft im Vordergrund stehen. Eine interne Direktive der FLN verlautbarte: Eine Bombe, die zehn Menschen tötet und fünfzig verwundet, ist auf psychologischer Ebene gleichbedeutend mit dem Verlust eines französischen Bataillons.
Darüber hinaus sollte die Aktion durch politische Handlungen flankiert werden. Geplant war ein einwöchiger Generalstreik, der den Franzosen und der Weltöffentlichkeit die Unterstützung der Bevölkerung für die FLN demonstrieren sollte.
Mit der Planung der Operationen wurde Yacef Saâdi als Oberbefehlshaber betraut. Dieser war selbst ein Einwohner der Kasbah von Algier und verfügte über rund 1500 bewaffnete Aktivisten. Als Operationsbasis ließ er die Kasbah zu einer Festung der FLN ausbauen und von allen potenziellen politischen Abweichlern und Kriminellen planmäßig durch Gewalt säubern. Ebenso wurde ein System von Tunneln und geheimen Räumen angelegt, die einen Rückzugsort vor dem Zugriff der Behörden schufen. Um die Sicherheit seiner Organisation zu maximieren, organisierte Saadi seine Gruppe in unabhängige Zellen ohne Informationsaustausch zwischen diesen Zellen. Die Operationen begannen aus der Sicht der FLN am 30. September 1956 mit drei Bomben, gelegt von europäisch gekleideten FLN-Aktivistinnen in einer Studentenbar und der Niederlassung von Air France am Flughafen der Stadt. Es folgte eine Kampagne planmäßiger terroristischer Gewalt gegen zivile und militärische Ziele. Ebenso eröffnete die FLN eine Kampagne innerhalb der algerischen Auswanderergemeinde in Frankreich, um die letzten Reste der Messalibewegung zu zerschlagen. Dort kamen durch Anschläge mehrere tausend Algerier ums Leben. Als die Lage in Algier mehr und mehr außer Kontrolle geriet, übergab der Resident Robert Lacoste am 7. Januar 1957 die Polizeigewalt an das Militär, vertreten durch General Jacques Massu.
Die französischen Streitkräfte unter dem Oberkommando von Massu begegneten der zunehmenden Gewalt und den politischen Aktionen mit einer massiven Militäraktion, deren Methoden als Französische Doktrin bekannt wurden. Dabei wurde unter der Federführung von Roger Trinquier die Kasbah mit einem System von Informanten überzogen, Teile der Bevölkerung durch ein Karteikartenarchiv erfasst und wie in der ländlichen Aufstandsbekämpfung gewissen Einheiten klar definierte Einsatzgebiete zugeteilt. Systematische Folter von Verdächtigen und Exekutionen mit nachfolgendem Schweigen über den Verbleib der Hingerichteten, das so genannte „Verschwindenlassen“, waren bei der Kampagne ein routinemäßiges Mittel der Aufstandsbekämpfung. Während der Auseinandersetzungen wurden rund 30–40 Prozent der männlichen Bevölkerung der Kasbah von rund 40.000 mindestens einmal verhaftet. Den Generalstreik am 27. Januar 1957 versuchte Massu zuerst durch Ausgabe von Nahrungsmitteln, Geschenken und Propagandamaterial zu verhindern. Nachdem dies keine Resonanz gezeigt hatte, ließ er durch seine Soldaten möglichst viele Arbeiter und Händler zwangsweise zur Arbeit treiben. Vereinzelt wurden Streikbrecher von der FLN getötet. Der Nachschub an Menschen und Material der FLN für ihre Aktivitäten im Landesinneren und den urbanen Zentren musste von den Grenzen zu Marokko und Tunesien herangeführt werden. Das System der Quadrillages setzte die verdeckt vorgehenden Guerillas einem konstanten Verfolgungsdruck aus. Mitte 1957 begann die französische Seite auf Betreiben des Verteidigungsministers André Morice eine Reihe von Grenzbefestigungen aufzubauen. Diese umfasste die dünn besiedelten Wüstengebiete und setzte großflächig elektrische Zäune und Selbstschussanlagen ein.
Im Lauf der nächsten Monate gelang es dem französischen Militär, das Netzwerk der FLN in Algier zu zerschlagen. Yacef Saadi wurde Ende 1957 festgenommen. Genaue Zahlen über von den Streitkräften Gefolterte und Getötete sind nicht bekannt. Schätzungen gehen von mehreren Tausend aus. Die Vorgänge führten zu einer weiteren Polarisierung der Bevölkerung, jedoch nicht zu einem generellen Popularitätsschub der FLN, da viele Einheimische die gezielte Gewalt der FLN gegen Zivilisten nicht billigten. Die Organisationsstruktur der Bewegung litt während der Auseinandersetzungen deutlich, und die erfolgreiche Unterdrückung des Generalstreiks wurde als politische Niederlage gewertet. Die öffentlichkeitswirksame Kulmination der Gewalt in der Hauptstadt desillusionierte jedoch die Bevölkerung des europäischen Frankreichs und prägte nachhaltig das politische Klima gegen das Engagement in Algerien. Die massenhafte Anwendung der Folter und ihr Auftauchen in den Massenmedien prägten die französische öffentliche Meinung gegen die Fortsetzung des Krieges. Ende 1957 zeigten Umfragen in Frankreich nur 17 Prozent Zustimmung zum Verbleib Algeriens als integraler Teil des französischen Staates. 23 Prozent befürworteten einen graduellen Übergang zur politischen Unabhängigkeit. 23 Prozent waren für eine sofortige Entlassung aus dem Staatsverband. Das Verbot des die Folter durch französische Truppen thematisierenden Werkes La Question von Henri Alleg durch den französischen Staat sorgte 1958 für einen internationalen Skandal.
Unabhängig von den Operationen im Land konnten die französischen Sicherheitsbehörden die im Ausland weilende Führungsspitze der FLN um Ben Bella im Oktober 1956 festnehmen. Die Politiker waren auf einem Flug von Marokko nach Tunis in einer Zivilmaschine auf Einladung der tunesischen und marokkanischen Regierung. Das französische Flugpersonal lenkte die Maschinen auf Weisung des Geheimdienstes nach Algier um. Die inländische Führungsspitze der FLN um Abane Ramdane setzte sich im Februar 1957 nach der Festnahme und Ermordung von Larbi ben M’Hidi nach Tunis ab. Nach Ramdanes Flucht sank sein Prestige innerhalb der Organisation deutlich. Er wurde von den eigenen Leuten ermordet, nachdem er sich gegen die zunehmende Macht der militärischen Führer innerhalb der Bewegung ausgesprochen hatte. Die einflussreichsten noch in Freiheit befindlichen Führer der FLN Belkacem Krim, Ben Tobbal und Abdelhafid Boussouf besetzten die Mehrheit der Parteigremien mit ihnen loyalen Mitgliedern des Militärapparats. Ebenso wurden die bisher unabhängigen Bezirke jeweils zu drei Bezirken wiederum einem Befehlshaber loyal zur neuen Führung zugeordnet. Die FLN konnte trotz der Verluste die Zahl ihrer militärisch organisierten Aktivisten bei rund 21.000 stabil halten, sie jedoch nicht erweitern. Die mit der Führung des Krieges betrauten Spitzen des französischen Militärs und der Kolonialverwaltung waren angesichts der militärischen Erfolge Anfang 1958 der Ansicht, dass ein Sieg und die Niederschlagung der FLN absehbar sei.

### Machtübernahme de Gaulles im Juni 1958

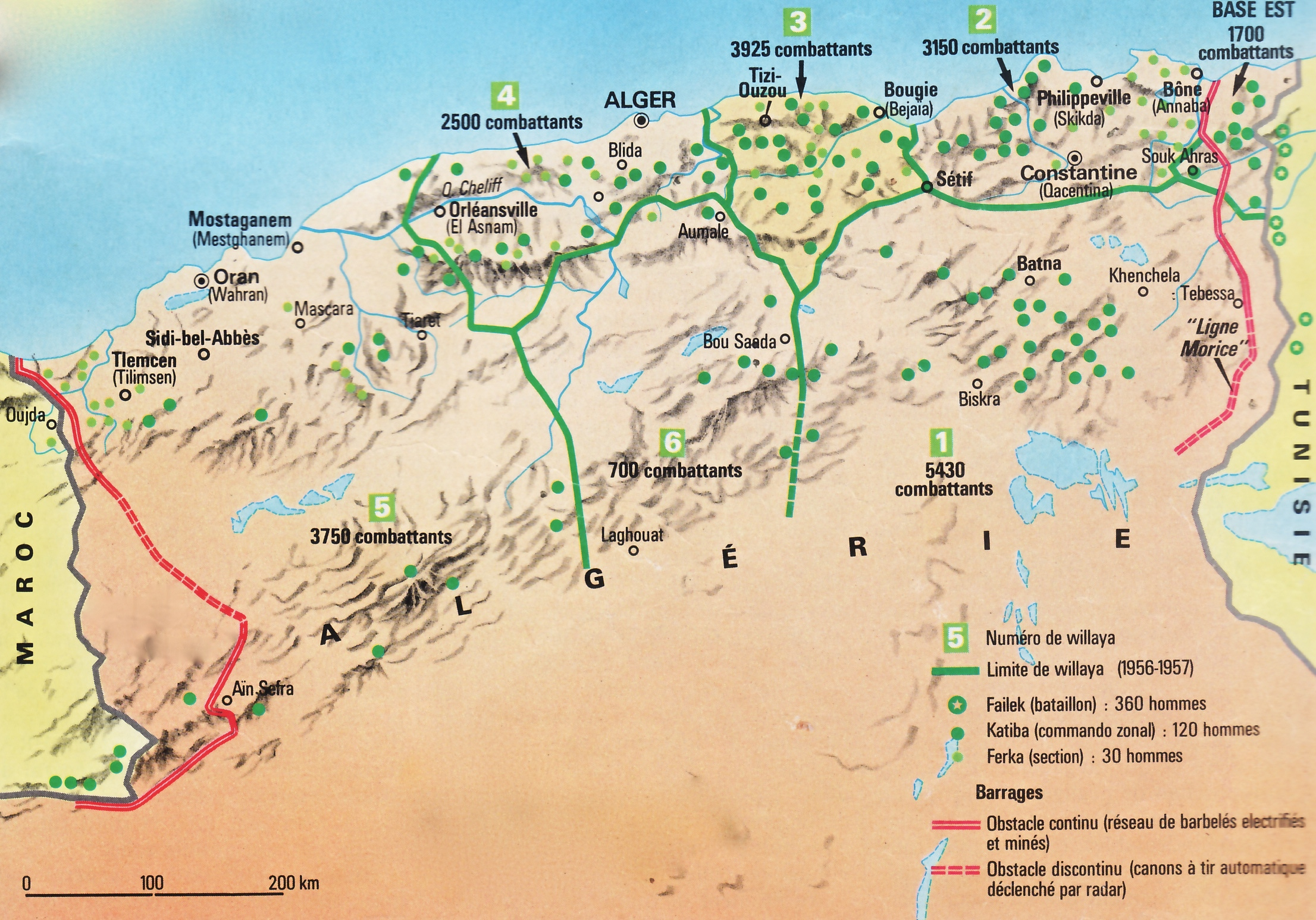
Territoriale Gliederung der sechs Wilayat der FLN und graphische Darstellung der tatsächlich 1958 im Land existierenden militärischen Einheiten der ALN. (Französische Bildunterschriften)

Die Vierte Französische Republik hatte zunehmend unter politischer Instabilität mit wechselnden Kabinetten und Koalitionen zu leiden. Guy Mollet stürzte im Juni 1957, Anlass war die Unzufriedenheit über eine weitere Erhöhung des Militärbudgets, welches die Regierung binnen zwei Jahren vervierfachen wollte. Die Kriegskosten hatten von 1955 bis 1957 zu einem Anstieg des Staatsdefizits von 650 Milliarden Franc auf 1,1 Billionen Franc geführt. Der Franc wurde 1957 und 1958 gegenüber den anderen Währungen im System von Bretton Woods abgewertet; es gab Befürchtungen einer Wirtschaftskrise. Die Schuldenlast hinderte Mollet auch an der Finanzierung großer Teile seiner geplanten sozialen und wirtschaftlichen Investitionen. Er blieb trotzdem eine Art graue Eminenz in der Entscheidungsfindung der folgenden Koalitionen. Sein zweiter Nachfolger Félix Gaillard stürzte im Mai 1958 in der Folge der Internationalisierung des Algerienkonflikts nach dem Luftangriff der Franzosen auf Sakiet Sidi Youssef, einen tunesischen Grenzort zu Algerien. Dieser Angriff war eine Vergeltungsmaßnahme für Guerillaangriffe von Rebellen, die sich dorthin über die Grenze zurückzogen. Sie hatten auch Flugzeuge beschossen. Nach dem Angriff gab es heftige internationale Proteste und ein Antrag der tunesischen Regierung beim UN-Sicherheitsrat konnte nur verhindert werden, indem die Briten und die USA vermittelten. Im Mai 1958 übernahm Pierre Pflimlin das Ministerpräsidentenamt; er war der dritte neue Regierungschef seit Mollet. Pflimlin hatte bereits vor seinem Amtsantritt geäußert, er werde Verhandlungen mit der FLN mit dem Ziel eines Waffenstillstands beginnen. Dies war eine Fortsetzung geheimer Gesprächsversuche, die unter der Regierung Mollet begonnen worden waren. Das französische Militär und die französischen Siedler empfanden dies aber als Zeichen, dass die politischen Parteien bereit seien, ihre Interessen in Algerien für einen Friedensvertrag zu opfern.
Angeheizt und organisatorisch vom Militär unterstützt, mobilisierten Siedlerorganisationen in Algier rund 100.000 Menschen zu Demonstrationen. Diese kulminierten in Angriffen und der Plünderung von Regierungsgebäuden. Daraufhin verkündete Massu per Radio die Machtübernahme des Militärs in Algerien und forderte die Übernahme der Regierungsgewalt in Paris durch Charles de Gaulle. Massu beteiligte dabei prominente Muslime an der Bildung eines Komitees der öffentlichen Sicherheit, und die Abteilung für psychologische Kriegsführung des Militärgeheimdienstes organisierte pro-französische Teilnehmer für die Demonstrationen aus dem Kreis der Einheimischen. Bestandteil dieser Kundgebungen war auch eine „Entschleierungsaktion“, in deren Verlauf einige Dutzend algerische Frauen ihren Ganzkörperschleier, den „Haïk“, ablegten. Die Teilnehmerinnen waren Mitglieder des Mouvement de solidarité féminine, einer Wohltätigkeitsorganisation, deren Vorsitz die Ehefrau des Generals Raoul Salan innehatte. In Paris versuchte Pflimlin die Legitimität seiner Regierung zu behaupten. Am 13. Mai 1958 fand in Algier ein Staatsstreich statt. Am 24. Mai nahm ein Fallschirmjägerbataillon unblutig die Insel Korsika in Besitz (Opération Résurrection). Das Militär plante auch die Landung von Fallschirmjägern in der Hauptstadt Paris. Nachdem Staatspräsident René Coty de Gaulle am 1. Juni 1958 zum Ministerpräsidenten nominiert hatte, fand dieser Militäreinsatz nicht statt.
De Gaulle wurde mit der Bildung einer neuen Regierung und Verfassung beauftragt.
De Gaulle reiste kurz nach seinem Amtsantritt durch Algerien. Er wurde von beiden Seiten bejubelt, äußerte sich jedoch nicht endgültig über den Status, den Algerien in Zukunft haben sollte. Er widersprach nicht seinen früheren Äußerungen, Algerien sei natürlicherweise integraler Teil Frankreichs. Durch ein Referendum zur neuen Verfassung am 28. September 1958 erreichte de Gaulle einen politischen Sieg. Obwohl die FLN die Einheimischen, die abstimmten, mit dem Tod bedrohte, stimmte der Großteil der Bevölkerung ab. In einigen Fällen wurden Algerier mit Druck oder Zwang zur Abstimmung bewegt. Stellenweise wurden Stimmen gegen das Referendum nicht gezählt.
De Gaulle versprach im Constantine-Plan eine deutliche Anhebung des Lebensstandards sowohl der Algerienfranzosen als auch der einheimischen Bevölkerung. Durch ein staatliches Investitionsprogramm sollten 400.000 Arbeitsplätze und Wohnungen für eine Million Menschen geschaffen werden. Ebenso sollten 250.000 Hektar Land an muslimische Bauern verteilt werden. Die Regierung hoffte auf einen Wirtschaftsaufschwung durch Ölvorkommen in der Sahara.
Die Führungsschicht der FLN reagierte auf den Machtwechsel in Frankreich und die hohe Beteiligung mit Verunsicherung. Sie fürchtete, die neue Regierung könne tatsächlich das Land befrieden und der FLN ihre politische Machtbasis entziehen. Daraufhin forcierte die FLN Anschläge, Angriffe und Sabotageakte innerhalb Algeriens und auch in Frankreich selbst. Auf der politischen Ebene versuchte sie ihre Legitimität durch die Bildung einer Provisorischen Regierung algerischen Republik (GPRA) mit Ferhat Abbas als Staatsoberhaupt zu stärken. Sitz dieser Exilregierung war Kairo. Sie wurde umgehend von allen arabischen Staaten mit Ausnahme des eng mit Frankreich verbundenen Libanon anerkannt. Frankreich drohte der Sowjetunion bei Anerkennung der GPRA mit dem Abbruch der diplomatischen Beziehungen. Die Sowjetunion verzichtete in Hinblick auf die Vorbereitung zur Zweiten Berlin-Krise auf die Anerkennung der GPRA, um ihre Beziehungen zu Frankreich nicht zu gefährden. Außerhalb der arabischen Welt wurde die Exilregierung von der Volksrepublik China, Nordkorea, Nordvietnam und Indonesien anerkannt. Die Exilregierung unterhielt in rund zwanzig Staaten, unter anderem in Westeuropa ein formelles und informelles Netzwerk an Mitarbeitern. Die Exilregierung wurde von der arabischen Liga finanziell unterstützt, ihr Budget war ungefähr gleichwertig zu den Ausgaben, welche die FLN für den bewaffneten Widerstand und den Aufbau eines eigenen klandestinen Staates innerhalb Algeriens aufwendete. Die Unterstützung eines misslungenen Putschversuchs innerhalb der GPRA durch Ägypten sowie eine Einschränkung ihrer Aktivitäten in Tunesien wegen eines Pipelinedeals der dortigen Regierung mit Frankreich belasteten 1958 das Verhältnis der FLN zu ihren Unterstützern.

### Challe-Offensive
Um die FLN zu einer Niederlegung der Waffen oder einer Verhandlungslösung zu zwingen, plante de Gaulle eine militärische Offensive, welche den Widerstand und die Organisationsstruktur der FLN brechen sollte. Federführend war General Maurice Challe. Ziel der Offensive war die Isolation der Guerilla von der Bevölkerung und ihre darauffolgende physische Vernichtung. Dazu erweiterte Challe die pro-französischen Einheiten aus Algeriern von 26.000 auf 60.000. Ebenso wurden 19.000 Algerier in ländlichen Regionen in pro-französischen Milizen organisiert. Diese Kräfte sollten heimatnah operieren und die FLN-Kämpfer durch ihre Kenntnis der lokalen Sozial- und Geländestruktur aufspüren. Die Wirkung dieser Einsätze sollte durch die Schaffung von Jagdkommandos aus Freiwilligen verstärkt werden, die auf sich allein gestellt lange Zeiträume fernab der eigenen Basen operierten. Die Bekämpfung sollten dann mobile französische Kräfte, insbesondere luftmobile Fallschirmjäger übernehmen. Challes Pläne sahen eine stets einsatzbereite Reserve von 3000 bis 4000 Mann vor, die jederzeit binnen Stunden an jedem beliebigen Punkt des Landes einsatzbereit sein sollte. Insgesamt verdoppelte Challe die als mobile Eingreiftruppen eingesetzten Reserven von rund 15.000 auf 35.000 Mann. Ebenso setzte er auf einen verstärkten Einsatz luftmobiler Verbände. Neben den Operationen der mobilen Reserve sollten die im Land verteilten Truppen den Kleinkrieg gegen die Guerilla zeitgleich drastisch verstärken. Der Plan zur Intensivierung des Krieges führte zur Aufstockung der französischen Truppen in Algerien auf 380.000 Mann. Um die räumliche Trennung der Guerilla von der Bevölkerung zu gewährleisten, wurden bis 1959 rund eine Million Dorfbewohner zwangsweise in Lager umgesiedelt.
Die FLN verlor binnen Monaten rund die Hälfte ihrer rund 21.000 militarisierten Kader im Land durch Tod, Verwundung oder Gefangennahme. Die Abriegelung der Grenzen nach Marokko und Tunesien, welche schon unter Challes Vorgängern begonnen hatte, sorgte dafür, dass die Verluste auch nicht mehr ausgeglichen werden konnten. Auch die parallelstaatliche Struktur der FLN wurde durch die Militäroperationen deutlich zurückgedrängt. Die Guerilla konnte ihren Finanzbedarf ab 1959 nicht mehr aus eigenen Erhebungen im Land decken und musste mehr und mehr von der Auslandsorganisation finanziert werden. Darüber hinaus erzielten die französischen Streitkräfte Erfolge mit geheimdienstlichen Methoden. So kam es aufgrund von französischer Desinformation im Bezirk 3 zu einer gewalttätigen Säuberung, der 2000 loyale Kader zum Opfer fielen. Durch die Offensive konnten die französischen Streitkräfte zwar die militärische Organisation der FLN in weiten Teilen des Landes zerschlagen, nicht aber ihre Handlungsfähigkeit. Es gab immer noch kleine Einheiten in Zug- oder Gruppenstärke. Die Äußere Führung verlegte sich nun auf die Intensivierung des Aufbaus von regulären Truppen in den Nachbarländern Marokko und Tunesien. Dies führte dazu, dass Teile der Inneren Organisation der Äußeren Führung die Loyalität verweigerten. Unter anderem mussten FLN-Truppen die Rebellion eines lokalen Kommandanten niederschlagen, der sich mit seinen stark dezimierten Truppen nach Marokko zurückgezogen hatte. In dieser Führungskrise schaffte es Houari Boumedienne, sich als Generalstabschef der Truppen im Ausland gegenüber der politischen Führung zunehmend eine dominante Machtbasis zu verschaffen.
Die Offensive erhöhte den Druck auf die algerische Bevölkerung von beiden Seiten. Die französische Politik und die Generalität wollten die sozialen Strukturen der traditionellen muslimischen Gesellschaft stärker an die Französische Republik angleichen, um das Land dauerhaft zu befrieden. Infolgedessen wurden 1958 und 1959 zahlreiche Gesetze erlassen, die den muslimischen Frauen im Gegensatz zu den bisher offiziell gültigen Rechtsnormen der Scharia politische Gleichberechtigung und gleiche Bildungschancen bieten sollten. Die Ablehnung der traditionellen Verschleierung der Frau wurde zu einem in Propaganda und medialer Rechtfertigung des Krieges häufig gebrauchten Bild. Der bereits unter den Vorgängern Mollets begonnene Versuch, durch mobile Teams von Ärzten und Pflegepersonal die Lebensumstände der Landbevölkerung zu verbessern und insbesondere Frauen Kenntnisse in moderner Hygiene zu verschaffen, wurde drastisch aufgestockt. 1961 operierten 231 Teams, bestehend aus mindestens einem Arzt und drei Pflegekräften. Als Nebeneffekt sollten die algerischen Frauen für die französische Seite gewonnen und der FLN der Rückhalt in der Bevölkerung entzogen werden.
Große Teile der Bevölkerung litten jedoch unter Zwangsmaßnahmen. Zwei Millionen Algerier wurden bis Ende 1959 in Lagern zwangsinterniert und somit unter direkte militärische Überwachung gestellt. Viele erlebten Folter am eigenen Leib oder an Familienangehörigen. Ebenso setzte die Armee in bisher in der Literatur nicht näher quantifiziertem Ausmaß sexuelle Gewalt gegen Frauen als Sanktionsinstrument ein. Diese Faktoren minimierten die Glaubwürdigkeit der französischen Reformbestrebungen und trieben viele Algerier zur Sympathie oder Unterstützung der FLN.
Die Ängste der französischen Siedler vor einer Unabhängigkeit des Landes konnte die Offensive nicht beseitigen. Während die Opfer von Kollateralschäden und Terrorismus öffentlich auf ihr Schicksal aufmerksam machten, wuchs im Großteil der europäischstämmigen Bevölkerung die Angst, vom französischen Mutterland im Stich gelassen zu werden. In Frankreich selbst stieg die Anzahl der Befürworter von Waffenstillstandsverhandlungen mit der FLN von 58 % im Januar 1959 auf 71 % im März 1960.

### Woche der Barrikaden
Während der Kampfhandlungen der Challe-Offensive bereitete de Gaulle in Gesprächen mit führenden Politikern, Militärs und Diplomaten eine politische Lösung des Konflikts vor. Diese wollte de Gaulle aus einer Perspektive militärischer Stärke heraus öffentlich präsentieren. Als Entscheidungsgrundlage sah de Gaulle ein freies Plebiszit der algerischen und französischen Bevölkerung vor. De Gaulle stellte drei Lösungsmöglichkeiten in Aussicht. Einerseits die vollständige Unabhängigkeit des Landes, die vollständige Integration Algeriens in die französische Republik mit französischer Staatsbürgerschaft für alle Bewohner oder eine begrenzte Unabhängigkeit in einer engen politischen und ökonomischen Bindung an Frankreich. De Gaulle bevorzugte letztere Alternative. Die vollständige Unabhängigkeit hätte seiner Ansicht nach eine totalitäre Diktatur der FLN analog zu den Ostblockländern zur Folge gehabt. Eine Integration des Landes mit voller Staatsbürgerschaft für alle Einheimischen hätte nach de Gaulles Meinung Frankreich angesichts des höheren Bevölkerungswachstums der Algerier kulturell durch Immigration überfremdet und den Nationalcharakter des Landes zerstört. Der Präsident teilte der Öffentlichkeit in einer Fernsehansprache am 16. September 1959 diese drei Optionen mit und stellte dabei die begrenzte Unabhängigkeit des Landes als sinnvollsten Weg heraus. De Gaulle kündigte eine Abstimmung der algerischen Bevölkerung über die von ihm skizzierten Optionen an. Um die notwendige Legitimität für diese Entscheidung zu gewinnen, wollte de Gaulle sie in Frankreich in einer Volksabstimmung zur Wahl stellen. De Gaulles Vorschlag wurde in der Nationalversammlung im Oktober 1959 mit 441 zu 21 Stimmen ratifiziert und seine Regierung somit zur Umsetzung eines Referendums in Frankreich autorisiert. 57 % der Bevölkerung Frankreichs unterstützten zu diesem Zeitpunkt den Vorschlag.
Innerhalb der in Algerien stationierten Armeeeinheiten, insbesondere unter Offizieren und Berufssoldaten fand die Rede überwiegend Ablehnung.
Jacques Massu (1908–2002), general de division, in Algier und am Putsch vom 13. Mai 1958 maßgeblich beteiligt, kritisierte öffentlich (Interview in der Süddeutschen Zeitung) und sagte, vielleicht habe die Armee bei der Einsetzung de Gaulles zum Präsidenten einen Fehler begangen; das Interview fand große Beachtung. Große Teile der Siedler empfanden den Lösungsvorschlag des Präsidenten als Bedrohung ihrer Existenz in einem von der Mehrheit der Einheimischen beherrschten Staat. Bestehende Siedlerorganisationen fanden sich in der Französischen Nationalfront (FNF) unter Führung von Joseph Ortiz und Pierre Lagaillarde zusammen und planten gewalttätigen Protest, um die Zentralregierung von ihrer Politik abzubringen. Die FNF verwandte dabei Symbole der verbotenen neofaschistischen Organisation Jeune Nation und unterhielt eine paramilitärische Struktur. Zahlreiche ihrer Mitglieder hatten in staatlich gebildeten Selbstschutzmilizen gedient.
Die FNF besetzte mit 600 uniformierten Paramilitärs am 23. Januar 1960 die Universität von Algier und errichtete dort einen bewaffneten Stützpunkt. Das in der Stadt stationierte Militär intervenierte nicht, und am Folgetag kam es zu einer Solidaritätsdemonstration von rund 20.000 Algerienfranzosen. Als die französische Gendarmerie versuchte, die von den Demonstranten errichteten Barrikaden zu räumen, eröffneten einzelne Demonstranten aus der Menge das Feuer auf die Polizisten. 14 Beamte starben und 123 wurden verwundet. Acht Demonstranten starben durch Polizeikugeln und 24 wurden verletzt. De Gaulle stellte am 29. Januar nach erfolglosen Verhandlungen in einer erneuten Fernsehansprache fest, dass er den Forderungen der FNF nach Rücknahme der Volksabstimmung nicht weichen werde. Ebenso konnte de Gaulle durch die Loyalität der höheren Offiziere eine Verbrüderung des Militärs mit der FNF und den Demonstranten verhindern, so dass deren Rückhalt in der algerischfranzösischen Bevölkerung rasch abnahm. Am 1. Februar setzte sich Ortiz ab, Lagaillarde stellte sich den Behörden. De Gaulle nutzte seinen politischen Sieg zur Auflösung von in Algerien operierenden Militärgeheimdienst-Einheiten, deren Loyalität er in Zweifel zog und zur Entlassung oder Versetzung von potentiell illoyalen Offizieren. Der Zusammenbruch der Revolte wurde von drei Vierteln der französischen Bevölkerung des Mutterlandes begrüßt. Ebenso fanden die als Woche der Barrikaden bezeichneten Ereignisse breite Zustimmung zu der (von de Gaulle gewünschten) Lösung einer formalen Assoziation eines teilunabhängigen algerischen Staates innerhalb des Mutterlandes.

### Referendum und Putsch der Generäle
Der Widerstand derer, die an einem französischen Algerien festhielten und von französischer Seite aus einen möglichen Weg zur Unabhängigkeit mit Gewalt blockieren wollten, war jedoch damit nicht gebrochen. Anfang 1960 betrieben Größen des Kolonialestablishments wie der Ex-Gouverneur Jacques Soustelle die Gründung der Front des französischen Algeriens (Front d’Algérie français, kurz: FAF). Die Organisation zählte kurze Zeit nach ihrer Gründung mehr als eine Million Mitglieder. Insbesondere richtete sie sich an Mannschaften und Unteroffiziere der in Algerien stationierten Truppen. Die FAF plante, de Gaulle bei einem Besuch der Stadt Algier anlässlich des Referendums durch eine Kombination aus einer massenwirksamen, gewalttätigen Demonstration und einem Militärputsch abzusetzen. Der Plan wurde vorbereitet, jedoch sagte de Gaulle seinen Besuch der Hauptstadt des Territoriums ab. Am 8. Januar 1961 stimmten 75 % der Festlandfranzosen und 70 % der Wähler in Algerien in einem Referendum für den Gesetzesvorschlag de Gaulles, der eine Selbstverwaltung Algeriens zum Ziel hatte. Für die niedrige Beteiligung in Algerien war unter anderem das Teilnahme-Verbot der FLN verantwortlich, da sie die Abstimmung von Franzosen über das Schicksal Algeriens für nicht legitim hielt. Die FAF wurde nach dem Referendum verboten. Aus ihrem Umkreis rekrutierte sich die zur Jahreswende gegründete Terrorgruppe OAS, welche die Unabhängigkeit des Landes mit offen gewaltsamen Mitteln und Terrorismus hintertreiben wollte.
Die Organisation – geführt von Ex-Militärs und radikal-nationalistischen Aktivisten – plante erneut einen Staatsstreich und konnte im Zuge der Planung den populären General Challe gewinnen. Unter der Federführung der Offiziere Zeller, Challe, Salan und Jouhaud übernahmen Fallschirmjägereinheiten, vor allem Teile des 1er REP und des 1er RCP, die Kontrolle über Algier, und Challe verkündete per Radio die Machtübernahme des Militärs unter der kollektiven Führung der oben genannten Offiziere in Algerien und der Sahara. Die Wehrpflichtigen in der Stadt wurden auf Befehl von Challe unter Ausgangssperre in den Kasernen verwahrt. Der „Putsch der Generäle“ am 21. April 1961 fand Unterstützung bei vielen Algerienfranzosen. Zu den Fallschirmjägern gesellten sich demonstrativ uniformierte OAS-Freischärler. Nur wenige Einheiten und Offiziere – insgesamt 25.000 Soldaten – in Algerien folgten dem Putsch, die Armee auf dem Kontinent blieb vollständig loyal zu de Gaulle, der als erste Maßnahme alle Kommunikation zwischen Frankreich und Algerien unterbrechen ließ. Die Putschisten selbst hatten keinerlei logistische Planungen durchgeführt und waren auf Lieferungen aus Frankreich angewiesen. Die Möglichkeit einer Luftlandung der Putschisten in Frankreich wurde ihnen durch die Loyalität der Luftwaffe genommen, die ihre Transportflugzeuge aus Algerien abzog. Innerhalb der französischen Bevölkerung und der Öffentlichkeit wurde der Putsch abgelehnt. Es kam zu einem einstündigen Generalstreik und Demonstrationen zu Gunsten de Gaulles im ganzen Land. Infolgedessen brach der Putsch bis zum 25. April 1961 zusammen. Die OAS ging in den Untergrund und verfolgte ihre politischen Ziele mit terroristischen Mitteln weiter.

### Waffenstillstandsverhandlungen und fortgesetzte Gewalt
Am 20. Mai 1961 begannen direkte Verhandlungen zwischen der französischen Regierung und der FLN auf französischem Boden in Évian-les-Bains. Als Zeichen guten Willens ordnete de Gaulle im Vorfeld die Entlassung von 6.000 Gefangenen an, transferierte die in Frankreich internierte FLN-Führung in ein Landschloss und verkündete einen einseitigen Waffenstillstand. De Gaulle gestand der Gegenseite in den Verhandlungen die Unabhängigkeit des Landes und die politische Alleinvertretung durch die FLN zu. Dafür erwartete er Konzessionen bezüglich des Status der ölreichen Territorien in der Sahara sowie einen besonderen rechtlichen Schutz für die Algerienfranzosen. Die FLN setzte ihre Guerilla fort, um die französische Seite zu einem bedingungslosen Abzug zu bewegen. Zusätzlich nahmen auch Demonstrationen und Unruhen der algerischen Bevölkerung zu. Im Juli 1961 rief die FLN zu einem mehrtägigen Generalstreik auf, dem sich die Mehrheit der algerischen Bevölkerung anschloss. Im Anschluss daran kam es in den großen Städten zu Unruhen und Plünderungen, die nur durch den Einsatz von 35.000 Soldaten unterdrückt werden konnten.
Sowohl die OAS als auch die FLN versuchten verstärkt, durch Anschläge und politische Aktionen den Krieg auf das französische Festland zu tragen. Die FLN versuchte sowohl durch Terror als auch durch politische Aktionen, den Druck auf die Regierung zu erhöhen. Am 17. Oktober 1961 organisierte sie einen gewaltlosen Protestmarsch von rund 30.000 Algeriern in Paris. Die Reaktion des französischen Staates wurde als Massaker von Paris bekannt. Die Polizei tötete bis zu 200 Demonstranten und deportierte rund 11.000 außer Landes. Die Vorgänge wurden von den örtlichen Behörden unter Maurice Papon dementiert. Die OAS eröffnete eine Terrorkampagne und verübte Anfang 1962 fast täglich Anschläge, insbesondere in der Hauptstadt Paris. Nachdem die OAS bei dem Versuch, den Kulturminister André Malraux zu ermorden, ein Kleinkind einer Nachbarfamilie getötet hatte, kam es im ganzen Land zu Massendemonstrationen, bei denen in Paris neun Demonstranten durch den Polizeieinsatz zu Tode kamen. Darauf reagierte die Protestbewegung unter Führung der KPF und der Gewerkschaften mit einem eintägigen Generalstreik und der Versammlung von rund einer Million Menschen allein in der Hauptstadt.

### Abkommen über Waffenstillstand und Unabhängigkeit
Die Eskalation sowohl der terroristischen Gewalt der OAS in Frankreich sowie der Druck der Öffentlichkeit motivierten de Gaulle, den Verhandlungsprozess durch Zugeständnisse deutlich zu beschleunigen. Daraufhin wurden am 18. März 1962 die Verträge von Évian geschlossen. Sie legten einen Waffenstillstand mit der FLN fest und schrieben ein Referendum über die Unabhängigkeit vor. Dieses sollte durch eine gemeinschaftliche algerisch-französische Verwaltung organisiert werden. Die französische Truppenstärke im Land sollte binnen eines Jahres auf 80.000 reduziert werden. Die französische Regierung erkannte die Sahara als integralen Teil Algeriens an. Für die Marine- und Luftwaffenbasen um Mers-el-Kébir erhielt Frankreich ein 15-jähriges Reservatrecht. Ebenso gestand die FLN Frankreich eine fünfjährige Weiterverwendung ihrer Kernwaffen-Testanlagen in der Sahara zu. Die politischen und kulturellen Rechte der Algerienfranzosen wurden in dem Vertragswerk von algerischer Seite explizit zugesichert. Dieser Bevölkerungsgruppe wurde eine dreijährige Frist eingeräumt, um sich zwischen der algerischen und französischen Staatsbürgerschaft zu entscheiden. Das Vertragswerk sah Garantien für den Besitz europäischstämmiger Bürger vor. Ebenso verpflichteten sich beide Staaten zur Ausbeutung der Ölreserven der Sahara durch eine gemeinsame Gesellschaft, der Abrechnung von Ölreserven in französischen Francs und der Bindung der algerischen Währung an Frankreich (→ Algerischer Franc). Hochrangige FLN-Mitglieder äußerten intern die Zielsetzung, möglichst konziliante Bedingungen anzubieten, da ein unabhängiges Algerien die Bestimmungen des Vertrages rasch würde annullieren können.
Die OAS versuchte im Gegenzug, von ihr kontrollierte Enklaven in städtischen Gebieten (unter anderem Bab el Oued in Algier und Oran) mit hohem europäischstämmigen Bevölkerungsanteil zu bilden. Dadurch sollte entweder eine Sezession europäisch kontrollierter Gebiete erreicht werden oder die FLN zu Gegengewalt gezwungen werden, die den Waffenstillstandsvertrag schließlich zunichtemachen würde. Die FLN hielt sich jedoch zurück, und die französischen Streitkräfte zerschlugen die Rebellion in mehrtägigen Straßenkämpfen unter Einsatz von Luftunterstützung und schweren Waffen. Der Versuch der OAS, durch friedliche Demonstrationen ihrer Unterstützer und einen Generalstreik die Militäraktion gegen sie zu hintertreiben, scheiterte mit 54 Toten im Feuer französischer Truppen im Massaker an der Rue d’Isly. Ebenso richtete sich die OAS Gewalt gegen noch verbliebene zivile Einrichtungen, um sie nicht den Algeriern zu überlassen, sowie auch gegen fluchtwillige Algerienfranzosen.
Am 1. Juli 1962 fand ein Referendum statt. 99,72 % der Abstimmenden begrüßten die Vereinbarungen und 0,28 % stimmten dagegen (Wahlbeteiligung 91,88 %).
Die von der FLN gebildete provisorische Regierung unter Ferhat Abbas wurde binnen drei Tagen von Frankreich, den USA und mehreren arabischen Ländern als Vertretung des nun souveränen Staates anerkannt.

## Folgen

### Kriegsopfer
Über die Gesamtzahl der algerischen Todesopfer und Verwundeten des Krieges herrschen widersprüchliche Angaben. Die FLN gab die Zahl der algerischen Kriegsopfer ohne Unterscheidung ob Tod oder Verwundung 1959 mit einer Million und nach Ende des Krieges 1962 mit rund eineinhalb Millionen Menschen an. Nach dem Krieg wurde die Phrase der Eineinhalb Millionen Märtyrer in Algerien zu einem Mittel staatlicher Propaganda. Nach eigenen Angaben der FLN fielen rund 154.000 Angehörige der FLN von einer Gesamtzahl von 336.000. Die französischen Streitkräfte hatten laut eigenen Angaben 24.000 Tote und 64.000 Verwundete. Die offiziellen französischen Statistiken bezifferten die Verluste der Zivilisten auf 2.700 europäischstämmige Tote und 16.000 einheimische Tote. 325 Algerienfranzosen und 18.296 Algerier werden laut den Behörden vermisst. Demographische Rückrechnungen schwanken eng um rund 300.000 Tote in der algerischen Bevölkerung.
1960 gab es rund eine Million Europäischstämmige mit französischer Staatsangehörigkeit in Algerien. Von 1954 bis 1960 verließen bereits rund 25.000 das Land. Von 1960 an trieb der Terror monatlich Zehntausende in die Flucht. Bis zum Kriegsende verließen rund 99 % das Land. Auch rund 150.000 Juden, deren Vorfahren 1870 mit dem Décret Crémieux die französische Staatsbürgerschaft verliehen wurde, verließen Algerien. Im ganzen Land kam es anlässlich der Unabhängigkeit zu gewalttätigen Übergriffen gegen noch im Land verbliebene Europäer. Einen Schwerpunkt bildete Oran, ein Zentrum der europäischen Kolonisation, bei welchem es am Unabhängigkeitstag zu gewaltsamen Zusammenstößen zwischen Algerienfranzosen und Algeriern kam und an den nachfolgenden Tagen mehrere Hundert Europäischstämmige ermordet wurden. Die Anzahl der gesicherten Todesopfer unter den Algerienfranzosen nach der Unabhängigkeit beträgt 1.165. Die Zahlen für Vermisste und ungeklärte Fälle liegen höher. Die FLN ließ den Übergriffen keine Strafverfolgung folgen. Die französische Regierung selbst sah es als nicht opportun an, die Vorfälle öffentlich zu thematisieren. Unter den Algerienfranzosen führten die Massaker zu einer Beschleunigung der Emigration nach Frankreich. Die späteren Flüchtlinge durften nur mit ihrem Handgepäck ausreisen und wurden damit de facto enteignet. Die fliehenden Algerienfranzosen zerstörten dabei vielfach eigenes und Staatseigentum, das sie zurücklassen mussten. Das Eigentum ging in Staatsbesitz über, wurde aber häufig nach Gutdünken der FLN-Kader verteilt. Insgesamt wechselten 2,3 Millionen Hektar Land den Besitzer. Die Betriebe wurden zunächst unter der Federführung der Gewerkschaft UGTA in Arbeiterselbstverwaltung geführt. Durch die Kriegshandlungen und vor allem durch die französische Zwangsumsiedlungspolitik wurden rund drei Millionen Algerier in der Regel aus ländlichen Gebieten innerhalb des Landes vertrieben. Die Mehrheit war auf rund 2000 Internierungslager verteilt. Hunderte Dörfer mitsamt ihren landwirtschaftlichen Nutzflächen waren zerstört worden. Mehrere hunderttausend Algerier befanden sich als Flüchtlinge in den Nachbarländern.
Zahlreiche algerische Unterstützer der französischen Kolonialpolitik, allen voran die als Hilfstruppen dienenden Harkis, sahen sich nach dem Krieg gewalttätigen Übergriffen ausgesetzt. Charles de Gaulle lehnte persönlich die Aufnahme der muslimischen Hilfswilligen und ihrer Familien ab. Er fürchtete laut eigener Aussage eine kulturelle und demographische Überfremdung durch die Migration größerer muslimischer Bevölkerungsgruppen nach Frankreich. De Gaulle setzte sich dabei gegen den Widerstand seines Kabinetts und auch öffentlichen Widerstand aus Militärkreisen durch. Rund 100.000 bis 260.000 Menschen flohen über informelle Netzwerke nach Frankreich, die oft von noch aktiven oder ehemaligen französischen Militärangehörigen betrieben wurden. Genaue Zahlenangaben über die Zahl der getöteten Harkis sind nicht verfügbar. Schätzungen gehen von 10.000 bis 50.000 Toten aus.

### Einflüsse auf Frankreich
Die französische Wirtschaft befand sich zu Beginn des Krieges in einer Krise. Die Militärausgaben erreichten mit 10,3 % des BIP 1957 ihren Höhepunkt. Die französischen Finanzen wurden jedoch deutlich mehr durch zivile Ausgaben belastet. Durch ein Sparprogramm unter Federführung der Regierung de Gaulle wurde die Krise jedoch überwunden. Die Ausgaben für Algerien beliefen sich im Mittel relativ konstant um 2 % des BIP bei einem Gesamtstaatshaushalt von rund 30 % des BIP. In den Folgejahren erreichte die französische Wirtschaft einen Boom mit Wachstumsraten um die 7 %, so dass die Militärausgaben gemessen am BIP auf rund 7,5 % zurückgingen. Ökonomisch profitierte das Land von der Immigration der Algerienfranzosen und auch algerischer Flüchtlinge, welche in der Boomphase dringend notwendige Arbeitskräfte stellten. Die spürbare Steigerung des Lebensstandards in der France métropolitaine der Trente Glorieuses wird auch als Faktor gesehen, dass die französische Öffentlichkeit den fernen Krieg zunehmend ablehnte. 1962, im Jahr der Unabhängigkeit, glaubten nur 13 % der Franzosen, der Krieg sei das hauptsächliche Problem des Landes.
Zu Beginn der Waffenstillstandsverhandlungen im Frühjahr 1961 stieß die französische Regierung unter Federführung des Innenministeriums ein Programm zur sozialen Unterstützung rückkehrender französischer Staatsbürger aus Überseeterritorien an. Dies wurde im Dezember 1961 formalisiert, welches Übergangsgelder, Programme zur Wohnungsbeschaffung und beruflichen Reorientierung und Teilentschädigungen für verlorenes Eigentum vorsahen. Das Gesetz erwähnte die Algerienfranzosen nicht und wurde medial wenig wahrgenommen, diente aber in den Augen der französischen Administration als zentraler Punkt der Befriedung dieser Bevölkerungsgruppe.
Politisch stellte die Unabhängigkeit Algeriens das Ende des französischen Kolonialreiches dar. Die politische Führung des Landes begründete den Großmachtstatus der Nation nicht mehr mit dem Kolonialreich, sondern mit der 1960 erstmals getesteten Atombombe. Die von de Gaulle initialisierten personellen und institutionellen Veränderungen innerhalb der Streitkräfte markierten das Ende ihrer Rolle als eigenständiger politischer Akteur in Frankreich. 1968 amnestierte die Regierung die letzten verbliebenen Putschisten. Heute leben in Frankreich rund 17 Millionen Menschen, die direkt vom Erlebnis des Krieges betroffen waren.
Bereits vor dem Krieg gab es in Frankreich antikolonialistische Literaten wie z. B. Frantz Fanon. Ab 1955 organisierten sich linksgerichtete französische Intellektuelle um Michel Gallimard, Robert Gallimard, Dionys Mascolo und Jacques Lemarchand in einem Komitee gegen die Fortführung des Krieges. In deren Umfeld entwickelte sich eine publizistische Bewegung gegen den Krieg. Ab 1957 kam es zu Publikationen aus christlichen und bürgerlichen Kreisen, welchen vor allem die Folter und Menschenrechtsverletzungen von französischer Seite im Krieg anprangerten. Diese fanden ein großes mediales Echo. 1961 forderte das Manifest der 121, organisiert von den Gründern des Antikriegskomitees, die Straffreiheit für Desertion und zivilen Ungehorsam sowie die Unterstützung der FLN. Diese Aktion fand ein großes mediales Echo. Der französische Staat reagierte vereinzelt mit Zensur, Gerichtsprozessen und der Verteilung von rund 2,1 Mio. Informationsbroschüren, welche durch die Illustration des Terrors der FLN der Militäraktion Legitimität verleihen sollten. Die antikolonialistische Literatur beschränkte sich auf eine kleine Szene des Landes. Aus dieser Bewegung wuchs eine Gruppe von Intellektuellen, welche illegale Aktivitäten wie Wehrdienstverweigerung und Unterstützung der FLN als moralisch geboten forderte. Großen kommerziellen Erfolg hatte die Literatur, die den Einsatz der französischen Armee thematisierte und oft heroisierte, wie die Bücher des Offiziers Jean Lartéguy. Daneben gab es auch eine Nische von Veröffentlichungen von oft prominenten Verfechtern der Algérie francaise, welche den Waffenstillstand als Verrat an den Algerienfranzosen thematisierten. Die Bewegung der aktiven Kriegsgegner blieb begrenzt und Wehrdienst- oder Befehlsverweigerung blieben isolierte Ereignisse unter französischen Wehrpflichtigen. Nach Kriegsende reisten mehrere hundert französische Aktivisten nach Algerien aus, um die FLN beim Aufbau eines sozialistischen Staates zu unterstützen. Die Organisationen und Personen der Kriegsgegner stellten später einen Kern des Kulturmilieus, aus dem sich die Aktivisten des Mai 1968 zusammensetzten.

### Unabhängigkeitskrise in Algerien
Die Unabhängigkeit und Dekolonisierung stellten die algerische Gesellschaft vor große ökonomische Probleme. Die Siedler stellten eine wirtschaftliche Elite, welche die Mehrheit der akademischen Berufe, Kapitaleigner und höher ausgebildete Facharbeiter gestellt hatte. Ihr Weggang nach Europa führte zu einer wirtschaftlichen Krise, welche im unabhängigen Algerien zu einer Arbeitslosigkeit von rund 70 % führte. Rund ein Drittel der 10,4 Millionen Einwohner lebte in den Städten. Circa 65 % der Stadtbevölkerung bestand aus ehemaligen Landbewohnern, die in Slumgürteln um die eigentlichen Städte lebten und de facto eine abgeschlossene soziale Gruppe bildeten. Die algerische Industrie beschäftigte in der Nachkriegszeit rund 110.000 Menschen, gegenüber rund 400.000 in Frankreich im selben Sektor beschäftigten Auswanderern. Die Landwirtschaft beschäftigte 70 % der Arbeitskräfte und erzielte rund 24 % des Bruttoinlandsprodukts. Trotz der Selbstverwaltungsbestrebungen der UGTA besaßen rund 25.000 algerische Landeigentümer rund 50 % der bebaubaren Fläche. Die Selbstverwaltungs- und Nationalisierungsbestrebungen der UGTA sorgten dafür, dass rund 40 % der bebaubaren Fläche, die sich in Siedlerbesitz befunden hatte, in Kooperativen überführt wurde, welche rund 10 % der männlichen Landbevölkerung in Beschäftigung brachten. Dabei ging es dieser Bewegung vor allem darum, einen Aufkauf der Flächen durch die einheimischen Großgrundbesitzer zu vermeiden.
Die FLN gab sich im Juni 1962 in Tripolis das gleichnamige Programm und schrieb darin die Zukunft Algeriens als einen von ihr als Einheitspartei dominierten sozialistischen Staat fest. Im Zentrum der Architektur des neuen Staates sollte als oberstes Kontrollorgan ein Politbüro liegen. Diese Initiative von Seiten Ben Bellas stieß weite Teile der politischen Führung vor den Kopf und es kam zu einer Spaltung der FLN. Ben Bella scharte die Tlemcen-Gruppe um sich, welche die Unterstützung weiter Teile des Offizierskorps der regulären Auslandsarmee der FLN unter Houari Boumedienne genoss. In der Hauptstadt der Kabylei sammelte sich die Tizi-Ouzo-Gruppe unter Federführung von Muhammad Boudiaf und Belkacem Krim. Sie genoss die Unterstützung von drei Wilayat (Constantine, Kabylei, Algerois), der Mehrheit der historischen Gründer der Organisation und der Auslandsorganisation in Frankreich. Die Tizi-Ouzo-Gruppe wurde daraufhin wenige Monate nach der Unabhängigkeit von den Truppen unter der militärischen Federführung von Houari Boumedienne auf Geheiß Ben Bellas zerschlagen. Das erneute Aufflammen gewalttätiger Auseinandersetzungen führte zu Protesten von zehntausenden Zivilisten in Algier. Ben Bella installierte das Politbüro trotz der Opposition und ließ dieses eine Nationalversammlung ernennen, welche ihn zum Staatspräsidenten mit weitreichenden Kompetenzen berief. Ben Bella schuf einen sozialistischen Einparteienstaat, in dem die FLN als Massenorganisation die Politik eines kleinen Kreises im Lande durchzusetzen hatte. Dabei gelang es ihm, die FLN-interne Gewerkschaft UGTA als einziges verbliebenes geduldetes Machtzentrum jenseits seiner Kontrolle politisch Ende 1963 auf Linie zu bringen. Damit endete auch die experimentelle Arbeiterselbstorganisation auf zahlreichen von Algerienfranzosen konfiszierten Farmen und Betrieben.
1964 kam es in der Kabylei zur Bildung einer Guerilla, geführt vom ehemaligen FLN-Führungsmitglied Hocine Aït Ahmed. Auf Geheiß Ben Bellas wurden diese Front des forces socialistes unter Einsatz von 50.000 Soldaten unter Kommando von Boumedienne zerschlagen. Ben Bella versuchte sich durch einen FLN-Kongress zu legitimieren. Die Regierung Ben Bellas konnte ihr Hauptversprechen, eine Besserung der ökonomischen Lebensverhältnisse, nicht erreichen. Das Bruttoinlandsprodukt des Landes sank nach Kriegsende mit der Flucht der Algerienfranzosen um 37 %. Dies führte zu einer Krise innerhalb des Landes und des politischen Establishments. Ben Bella wurde 1965 durch einen Militärputsch Boumediennes abgelöst. Die eigentlichen Beweggründe der kleinen Gruppe hoher Offiziere sind nicht bekannt. Einerseits wird die Angst vor einem Machtverlust der Militärs in Ben Bellas von der Partei dominiertem Staat postuliert. Andererseits kann die Rolle des Militärs auch als Ausdruck einer arabisierten, kleinbürgerlich und traditionell-islamisch orientierten Gesellschaftsschicht gegen die Dominanz einer mehrheitlich frankophonen und marxistisch-säkularen Parteielite gedeutet werden.
Die ökonomische Misere und die politische Instabilität lösten eine weitere Migrationswelle von Algeriern nach Frankreich aus. Allein vom 1. September bis 11. Oktober 1962 wanderten rund 92.000 Algerier nach Frankreich aus. Die Unabhängigkeitskrise führte das seit Beginn der Emigration in den 1930er-Jahren propagierte Ziel der algerischen Nationalisten nach Heimholung der Emigranten aus Frankreich ad absurdum, welches auch im Verlauf nicht realisiert werden konnte.

### Deutsch-französische Beziehung
Da die Bundesrepublik nicht unmittelbar vom Algerienkrieg betroffen war, muss ihre Haltung vor dem „Hintergrund der allgemeinen Politik der Jahre 1954 bis 1962“ betrachtet werden. Zu den politischen Entwicklungen gehörte zum einen die angestrebte Westintegration, die von dem Verhältnis zu Frankreich abhing. Zudem waren zu Beginn des Algerienkrieges weder die Pariser Verträge, noch die Römischen Verträge und das Abkommen über die Saarfrage unterzeichnet bzw. ratifiziert. Vor diesem Hintergrund berücksichtigte die Bundesrepublik zunächst die französischen Interessen und thematisierte den Algerienkrieg nicht.
Diese Haltung änderte sich jedoch, als sich die Sowjetunion 1955 nach der Bandung-Konferenz der Interessen der arabischen Länder annahm. Es bestand nun die Gefahr, dass die Sowjetunion die arabischen Länder zur Anerkennung der DDR anregen werde und der bundesdeutsche Alleinvertretungsanspruch verloren geht. So drohten die arabischen Botschaften in der Bundesrepublik nach der Bandung-Konferenz der Bundesregierung mit der Anerkennung der DDR.
Für die Bundesregierung in Bonn war es im Anschluss schwierig, der Treue zu Frankreich und dem Alleinvertretungsanspruch gleichermaßen gerecht zu werden. Zu diesen Entwicklungen kam hinzu, dass sich die arabischen Länder auf die Seite des FLN stellten, „was den deutschen Spielraum sehr einschränkte“. Sowohl diese Tatsachen als auch die langjährigen Freundschafts- und Handelsbeziehungen mit den arabischen Ländern veranlassten die Bundesregierung zu einem Perspektivwechsel. Sie ging jetzt zu einer „Spagatpolitik“ über. Diese bestand darin, die französischen Interessen zu bevorzugen, den arabischen Ansichten allerdings entgegenzukommen, ohne Frankreich zu sehr zu verärgern.
Eine erste Belastungsprobe dieser Politik erfolgte durch die Sueskrise 1956. Trotz des militärischen Vorgehens der Franzosen und Briten war die „Spagatpolitik“ hier erfolgreich. Einerseits kritisierte die Bundesregierung das militärische Vorgehen der Briten und Franzosen, brachte aber gleichzeitig Verständnis für die französisch-britische Initiative auf. Andererseits drängte sie auf eine friedliche Lösung im Rahmen der Vereinten Nationen und berücksichtigte damit die Interessen der arabischen Staaten.
Zu den Akteuren, die die deutsch-französische Beziehung in dieser Zeit beeinflussten, gehörten ferner die sogenannten „Kofferträger“. Dabei handelte es sich um meist nicht-politische deutsche Gruppen oder Individuen, die aus sozialistischer, christlicher, humanistischer und politischer Motivation Solidarität mit der algerischen Unabhängigkeitsbewegung zeigten. Sie halfen zum Beispiel bei dem Transport algerischer Unabhängigkeitskämpfer in die Bundesrepublik, deren Beherbergung und der Waffenlieferung für den FLN.
In Bezug auf die Waffenlieferungen kontrollierte die französische Marine deutsche Schiffe auch außerhalb ihres Hoheitsgewässers. Dieses Vorgehen stellte für die erst seit 1955 nicht mehr besetzte Bundesrepublik eine Verletzung ihrer Souveränität dar. Dadurch steigerten sich die Spannungen zwischen der Bundesrepublik und Frankreich. Es darf jedoch nicht außer Acht gelassen werden, dass die Bundesrepublik die Verletzung auch über sich ergehen ließ. Dies kann auf die Rücksicht gegenüber Frankreich und das Verfolgen der „Spagatpolitik“ zurückgeführt werden.
Mit der Verfolgung einer Internationalisierung des Algerienkrieges seitens des FLN ab 1958 kam es schließlich dazu, dass neben vielen algerischen Flüchtlingen auch Vertreter des FLN in die Bundesrepublik kamen. Infolgedessen wurde ein FLN-Büro in der tunesischen Botschaft in Bad Godesberg eröffnet. Einerseits riskierte die Bundesrepublik dadurch ihre Beziehungen zu Frankreich, andererseits wollte sie sich auf eine mögliche Unabhängigkeit vorbereiten, weshalb man vor allem ab 1960, als ein Sieg des FLN immer wahrscheinlicher schien, Aktivitäten des FLN auf deutschem Boden tolerierte.
Dies führte dazu, dass Frankreich ab 1958 vermehrt gegen die Kofferträger und Akteure des FLN in der Bundesrepublik vorging. Zu nennen ist dabei die main rouge, die unter anderem die Attentate auf den deutschen Waffenhändler Georg Puchert und den FLN-Akteur Ait Ahcène ausgeführt hatte. Das Vorgehen der Franzosen gegen Kofferträger und FLN-Akteure auf deutschen Boden und die damit einhergehende Verletzung der deutschen Souveränität führte immer wieder zu Spannungen zwischen beiden Staaten.
Mit dem Amtsantritt de Gaulles und der immer näher rückenden Regelung des Konflikts zwischen Algerien und Frankreich gewann die Bundesregierung immer mehr politischen Spielraum und konnte sich von der „Spagatpolitik“ lösen. Insgesamt hat sich die Haltung der Bundesregierung ausgezahlt. Durch sie ist es ihr gelungen, sowohl die Beziehung zu Frankreich als auch zu den arabischen Ländern aufrechtzuerhalten. Vor allem das Verhältnis zu Frankreich nahm in der Folgezeit eine stetige Entwicklung an. Schon kurz nach der Unterzeichnung der Verträge von Évian wurde aus den deutsch-französischen Beziehungen eine deutsch-französische Freundschaft. Diese wurde weniger als ein Jahr nach dem Ende des Algerienkriegs mit dem Élysée-Vertrag besiegelt.

## Historiographie
Nach der Machtübernahme Boumediennes forcierte die algerische Regierung eine staatlich vorgegebene Historiographie des Krieges, welcher als Algerische Revolution den Gründungsmythos des Staates darstellte. Die offizielle Geschichtsschreibung versuchte das Verdienst von Boumediennes Auslandsarmee der ALN gegenüber den Taten der Inlandsguerilla und der FLN in Frankreich hervorzuheben. Verschwiegen wurden der politische Pluralismus innerhalb des algerischen Nationalismus und dessen gewalttätige Unterdrückung durch die FLN sowie die Flügelkämpfe innerhalb der Organisation selbst. Dagegen gab es Gegendarstellungen prominenter FLN-Kader in Algerien wie Mohammed Harbi und Ferhat Abbas, welche ins Exil gegangen waren. Das Ausmaß der in Frankreich über den Krieg veröffentlichten Literatur über den Krieg übertrifft die in Algerien publizierten Werke deutlich. 1981, in der Ära nach Boumedienne kritisierte der algerische Historiker Slimane Chikh den hagiographischen Charakter der algerischen Geschichtsschreibung über den Krieg. Ihm folgten weitere Historiker nach, welche eine Revision des staatlich verordneten Geschichtsbildes forderten. Neben dem offiziellen staatlichen Terminus der Revolution und Krieg sind in Algerien weitere Begriffe wie Befreiungskrieg (Harb at-Tahrir), bewaffneter Kampf (An-Nidal) oder auch Dschihad für den Krieg gebräuchlich.
Zwischen 1960 und 1980 erschienen in Frankreich mehr als tausend Werke aller Medien über den Algerienkrieg. Der französische Historiker Benjamin Stora kritisiert, dass viele dieser Arbeiten jedoch unangenehme Elemente dieses Krieges aussparen. Der französische Staat erkannte die Geschehnisse erst 1999 durch einen Beschluss der Nationalversammlung als Krieg an, vormals wurden diese als Polizeiaktionen klassifiziert. Ab 1990 kam es anlässlich des Algerischen Bürgerkriegs und biographischer Äußerungen von Beteiligten und Kriegsopfern zu einer Hinterfragung dieses Geschichtsbildes, welches das Interesse mehr auf den algerischen Nationalismus und die algerische Gesellschaft als auf den militärischen Verlauf legte.

## Aufarbeitung und Erinnerung

### Öffentlicher Erinnerungsdiskurs in Frankreich
Der Algerienkrieg wurde in Frankreich lange Zeit kaum öffentlich thematisiert. Bis in die 1980er Jahre gab es wenige aufklärerische Impulse. Indiz dafür ist u. a. die zeitnahe Verabschiedung von Amnestiegesetzen, die von de Gaulle bereits in den Evian-Verträgen berücksichtigt wurden. Um mögliche Gerichtsverfahren gegen französische Militärs vorzubeugen, wurde mit Algerien die Amnestie für die algerischen Kombattanten und Unterstützer vereinbart. Algerien stimmte dem zu, da so auch deren Gewaltakte nicht mehr gerichtlich verurteilt werden konnten und andererseits Algerien auf diese Weise als eigenständige Kriegspartei anerkannt wurde. Das französische Parlament erließ daraufhin am 22. März 1962 ein erstes Dekret bezüglich der algerischen Kriegsbeteiligten. Nicht in den Evian-Verträgen vereinbart und dennoch verabschiedet wurde ebenso ein zweites Dekret, wodurch auch alle von französischer Seite begangenen Kriegsverbrechen straffrei wurden, darunter Folter, Vergewaltigungen und kollektive Vergeltungstaten. Dennoch gab es kaum Widerstand gegen das zweite Dekret, da die Öffentlichkeit aufgrund des Kriegsendes und des aufflammenden Terrors durch die OAS angespannt war. Der Historiker Vidal-Naquet kritisierte hingegen die uneinheitliche Amnestie, die seiner Meinung nach lediglich der Legitimierung der französischen Armee dienen sollte. Nichtsdestotrotz merkt Hüser (2005) an, dass die Amnestiegesetze nach dem Algerienkrieg noch schneller verabschiedet wurden als nach 1945. So wurden die Verbrechen zwar nicht vergessen, aber bis in die 1980er nicht mehr medienwirksam diskutiert. Gleichzeitig drohte Amnestiegegnern, welche sich für die Aufarbeitung einsetzen wollten, die rechtliche Verfolgung. Dies illustriert der Prozess gegen Jean-Marie Le Pen, der als Leutnant im Algerienkrieg beteiligt war und dem 1984 in der Zeitung Le Canard enchaîné Folter im Algerienkrieg vorgeworfen wurde. Aufgrund des zweiten Amnestiedekrets wurde Le Pen im Prozess zum Beklagten, dem keine Verurteilung drohte, sondern im Gegenteil Recht gegeben wurde. Die Verabschiedung zweier Dekrete zur Amnestierung wertet Renken (2006) daher als „Kunstgriff de Gaulles, denn noch heute erscheint es so, als habe nicht de Gaulle, sondern ‚Evian‘ die Folter amnestiert.“
Mithilfe der Amnestiegesetze wurde in Frankreich ein politisch gewolltes Schweigen und Verdrängen der Ereignisse bis in die 1980er Jahre durchgesetzt. Auch de Gaulle äußerte sich zu dieser staatlich verordneten und von einer breiten Masse akzeptierten Amnesie: „Es ist nicht notwendig, einen Epilog über das zu schreiben, was vor kurzem getan oder nicht getan wurde. Was Frankreich anbelangt, so ist es notwendig, sich jetzt anderen Dingen zuzuwenden. Wir müssen unsere Interessen auf uns selbst richten.“ Folglich fokussierte die Politik die Wiederherstellung der Einheit der Nation und umging dafür die geschichtliche Aufarbeitung. Ebenso verhinderten Zensurmaßnahmen, Restriktionen bezüglich der Lehrpläne sowie verschlossene Archive die Aufarbeitung der Ereignisse. Letztere erschwerten zudem die geschichtswissenschaftliche Algerienforschung. Dennoch rief Charles-André Julien die halboffizielle Forschungsgruppe Groupe d'études et de recherches maghrébines ins Leben, die eine Zusammenarbeit zwischen französischen, algerischen und weiteren internationalen Historikern ermöglicht. Aufgrund mangelnder Quellen wurden jedoch nur wenige Veranstaltungen organisiert, wobei die Veröffentlichung der Ergebnisse schwierig war. Erst Ende der 1990er Jahre wurden erste Quellenbände zu wissenschaftlichen Zwecken veröffentlicht. Zuvor fand 1988 eine Tagung des Institut d’Histoire du Temps Présent mit Schwerpunkt Algerien statt und 1991 veröffentlichte der Historiker Benjamin Stora sein Buch „La Gangrene et l’Oubli“ („Der Wundbrand und das Vergessen“), in dem er die These erläutert, dass selbst das größte Bemühen um ein Vergessen die Wunde des Algerienkriegs nicht heilen könne. Ähnlich kritisch kommentierte auch der Historiker Pierre Nora die Politik des Vergessens: „Kaum waren die Türen des Krieges geschlossen, […] wollten alle vergessen – oder besser gesagt, taten alle so, als ob sie vergessen wollten.“ Von tatsächlichem Vergessen kann folglich nicht die Rede sein. Dennoch tendierte die französische Gesellschaft dazu, die Ereignisse lieber zu verschweigen als zu thematisieren.

#### Gründe für die Aufarbeitung ab den 1990er Jahren
Die Aufarbeitung des Algerienkriegs begann in den 1980er Jahren und wird seit den späten 1990er Jahren intensiv und kontrovers diskutiert. Die Gründe für diese veränderte Geschichtskultur liegen erstens in der wiederhergestellten Einheit der Nation, welche von einem Generationenwechsel geprägt wurde. Dieser ermöglichte die Neubewertung der Ereignisse, in welche auch die Opfer des Krieges einbezogen werden konnten. Ebenso zeichnete sich in Verbänden und dem Staatsapparat dieser Generationenwechsel ab, indem z. B. Jacques Chirac 1995 zum Staatspräsidenten gewählt wurde, nachdem er zuvor selbst in Algerien als Leutnant gekämpft hatte. Zweitens war die Vergangenheitsbewältigung in den späten 1990er Jahren ein globales Phänomen, da zahlreiche Nichtregierungsorganisationen in verschiedenen Ländern die Aufarbeitung zur Schaffung von Gerechtigkeit und Menschenwürde forderten. Auch innerhalb der französischen Gesellschaft wuchs der Wunsch, Antworten auf bisher tabuisierte Fragen zu Kriegsführung, -opfern und -tätern zu erhalten. Dabei beschleunigten die Medien die Verbreitung von Informationen. Beispielsweise veröffentlichte die französische Zeitung L’Humanité am 4. November 2000 einen Artikel, der die Verurteilung der Folter im Algerienkrieg forderte. Daraufhin wurden mehr und mehr Zeitzeugenberichte publiziert, u. a. in Le Monde Schicksale von Folteropfern und Berichte von Generälen der Schlacht von Algier. Der französische Historiker Guy Pervillé merkt hierzu kritisch an, dass bis heute nicht geklärt sei, ob die Kampagne zur Folter in L’Humanité und Le Monde von Algerien finanziert worden ist.
Weitere wichtige Impulse für die beginnende Aufarbeitung waren der 30. Jahrestag des Kriegsendes 1992, der 1997 und 1998 geführte Prozess gegen den ehemaligen Pariser Polizeipräfekt Maurice Papon, der für die Tötungen im Rahmen der Massaker von Paris 1961 verantwortlich war, sowie der 40. Jahrestag der Verträge von Evian 2002. Darüber hinaus sieht der Historiker Benjamin Stora auch einen Zusammenhang zwischen dem Ende der FLN-Herrschaft in Algerien, dem aufkommenden Bürgerkrieg zwischen der Einparteienregierung und islamistischen Gruppen sowie dem Zusammenbruch des Kommunismus in der Welt. Auch die Aufarbeitung des Vichy-Regimes forderte die Auseinandersetzung mit dem Algerienkrieg im Rahmen einer kritischen Hinterfragung traditioneller Geschichtsbilder. Diesbezüglich sieht Stora (2013) die Parallele, dass vor der Thematisierung der Vichy-Verbrechen ebenfalls 40 Jahre „Latenzzeit“ vergangen waren. Schließlich verstärkte auch die offizielle Öffnung der Militärarchive durch den damaligen Verteidigungsminister Pierre Joxe die öffentliche Debatte.

#### Verlauf der öffentlichen Debatte
Mit der beginnenden Aufarbeitung nistete sich der Ausdruck devoir de la mémoire („Pflicht zur Erinnerung“) in den öffentlichen Diskurs ein. Nach Jahrzehnten des Schweigens galt es nun als unabdingbar, die Geschichte in Erinnerungen wach zu halten und das kollektive Gedächtnis in Bezug auf diese „dunklen Seiten“ auszuschmücken. Zentrale Aspekte waren stets die französische Kriegsführung und die Folterungen. Die Parti communiste français forderte eine Untersuchungskommission zu den Folterungen, was jedoch vom damaligen Premierminister Lionel Jospin abgelehnt wurde. Diese Reaktion entfachte eine politische Debatte, in der auch die Erforschung der Folterungen durch Historiker, die Strukturierung und bedingungslose Öffnung der Militärarchive sowie die Überprüfung der Inhalte in Schulbüchern gefordert wurden. Schließlich spaltete sich die öffentliche Meinung Frankreichs in zwei Gruppen: diejenigen, welche eine Verurteilung der Folterer forderten, und jene, die den Meinungskrieg nicht immer wieder aufleben lassen wollten. François (2003) beschreibt diese Debatte, die von zahlreichen Veröffentlichungen zum Thema noch angeheizt wurde, als „Phase der Hypermnesie“ und bringt damit die übersteigerte Erinnerung auch im Kontrast zu den vorigen Jahrzehnten zum Ausdruck.

#### Beteiligte Gruppen
In der öffentlichen Debatte standen sich konkurrierende Vergangenheitserzählungen verschiedener Gruppen gegenüber. Wortführend waren überwiegend Zeitzeugen, Medienvertreter, Publizisten und Opferverbände, die in Presse, Fernsehen und Gerichtssälen über ihre Interpretation des Algerienkriegs sprachen. Besonders die Gruppe der Zeitzeugen war dabei recht heterogen und kaum in einem Standpunkt zu vereinen: Die Gruppe der pieds-noirs umfasste etwa eine Million ehemalige europäische Bewohner Algeriens, die nach der Unabhängigkeit des Landes fluchtartig das Land verlassen mussten. Dieses Trauma der Vertreibung wird noch durch den Konflikt erschwert, dass sie in der französischen Gesellschaft nicht anerkannt werden. Als harkis wurden jene Algerier bezeichnet, die für die französische Armee gekämpft hatten. Entgegen jedem Versprechen der Franzosen wurden sie nach dem Waffenstillstand weder entlohnt noch beschützt und waren damit der Rache der FLN ausgeliefert, wodurch sie weder in der algerischen noch in der französischen Gesellschaft Fuß fassen konnten. Sie machten auf ihr Schicksal aufmerksam und prangerten öffentlich die französische Kriegsführung an, die auch vor einer Instrumentalisierung nicht zurückgeschreckt war. Auch etwa 1,2 Millionen ehemalige französische Soldaten, die ihren Wehrdienst in Algerien abgeleistet hatten, beteiligten sich an der Debatte, indem sie nach langem Schweigen von den Kriegsverbrechen berichteten, um ihr Trauma zu überwinden. Daneben forderten sie auch ihre ideelle Gleichstellung mit den Veteranen der beiden Weltkriege. Aufgrund des Generationenwechsels, der in den 2000er Jahren bereits vollzogen war, kamen auch algerische Immigranten und deren Nachkommen zu Wort, die überwiegend bereits nach Kriegsende in Frankreich geboren waren und sich somit der französischen Gesellschaft zugehörig fühlten, obwohl sie das kollektive Gedächtnis der Algerier teilten, sodass sie tendenziell eine algerische Position einnahmen. Des Weiteren beteiligten sich Intellektuelle wie Max Gallo, Pascal Bruckner und Daniel Lefeuve. Die Gruppe der Indigènes de la République, bestehend aus muslimischen Immigranten aus dem Maghreb und deren Nachkommen, betonte die Fortsetzung des Kolonialismus in der Diskriminierung innerhalb der aktuellen französischen Gesellschaft. Dadurch wurde die Erinnerungsdebatte mit aktuellen Fragen der französischen Gesellschaft wie den Lebensbedingungen in den banlieues und dem Konflikt um religiöse Symbole in der Öffentlichkeit verbunden. Diese radikale Position innerhalb des Diskurses hatte somit einen klaren Bezug zur Gegenwart. Generell waren die einzelnen Personengruppen oft vertreten durch Vereinigungen und Opferverbände.

#### Deutung des Krieges in Frankreich
Diese öffentliche Debatte in den 2000er Jahren sorgte für eine Pluralisierung der Erinnerung. Neben der in Frankreich mehrheitlichen Deutung des Krieges als Niederlage kamen so auch Fragen der maghrebinischen Immigration, der Kolonialgeschichte und des Rassismus auf. Stora (2013) formuliert beispielsweise „Kann man uneingeschränkt Franzose und Muslim sein? War der Gebrauch der Folter gerechtfertigt, um den Terrorismus zu bekämpfen? Kündigte die Dekolonialisierung Algeriens nicht ein neues Verständnis des Verhältnisses zwischen Nord und Süd an? Ist der in Frankreich bestehende Rassismus nicht eine Folge der eigenen Kolonialgeschichte?“ Es handelte sich folglich nicht nur um das kritische Hinterfragen der französischen Vergangenheit, sondern ebenso um eine „kollektive Selbstreflexion über die französische Identität, ja um eine kritische Infragestellung der politischen Kultur des heutigen Frankreichs, die längst nicht abgeschlossen ist“, wie der Bezug zwischen Erinnerung und Identität der Nation zeigt. Ebenso wurde über Macht im Erinnerungsdiskurs verhandelt, z. B. in Bezug auf verschiedene Museen wie das Musée du quai Branly, das Kulturzentrum der Cité nationale de l’histoire de l’immigration, sowie auf Projekte in Marseille, Montpellier und Perpignan. Wer hatte das Recht und die Macht die Vergangenheit zu deuten? François (2003) beobachtet aber darüber hinaus in der Debatte und der damit auszuhandelnden Interpretation des Krieges a. eine Aufwertung der Erinnerung zur moralisch-politischen Pflicht, b. eine Aufwertung der Berichte von Zeitzeugen und c. einen Ruf nach offizieller und symbolischer Anerkennung, z. B. über Mahnmale, aber auch über öffentliche Schuldbekenntnisse der Akteure.
Der gesamte Erinnerungsdiskurs in Frankreich bewegt sich folglich im Spannungsfeld zwischen staatlicher Geschichtspolitik und der Erinnerungskultur betroffener Gruppen, welche derart heterogen ist, dass Hüser (2005) resümiert: „Ein Erinnerungskonsens war gleichwohl chancenlos: Zu unterschiedlich waren die Kriegs- und Nachkriegserfahrungen, zu differenziert, politisch wie sozial, die involvierten Kräfte. Übrig blieb ein bunter Erinnerungsteppich aus schlecht vernähten Flicken.“ Verstärkt wird dieses Bild von Stora (2013), der wie andere Historiker auch, den öffentlichen Diskurs als „guerre de mémoire“ („Krieg der Erinnerung“) deutet. Demnach habe der Erinnerungsboom in den 2000er Jahren einen Krieg zwischen den antagonistischen Gruppen ausgelöst. Die Rolle der Historiker ist dabei weniger die des Wortführers innerhalb der Debatte, sondern vielmehr eine vermittelnde Haltung zwischen den Gruppen, die auf einer grundlegenden Erforschung der Ereignisse basiert. Diese Auffassung berge jedoch das Risiko, dass das geschichtswissenschaftlichen Forschen das Beziehen einer Position im Erinnerungskrieg implizieren würde, wie Pervillé (2006, 72) ausführt. Zudem würden wissenschaftliche Arbeiten von manchen Gruppen vereinnahmt oder von anderen verurteilt werden, wie z. B. die Dissertation der Historikerin Raphaëlle Branche zur Folter im Algerienkrieg. Pervillé warnt deutlich vor dieser Instrumentalisierung der Geschichtswissenschaft in der Erinnerungsdebatte. Andererseits zeigt die kontroverse Auseinandersetzung mit der Vergangenheit die immer bedeutendere Haltung der französischen Öffentlichkeit zur Aufarbeitung, jedoch fehle es laut Hüser (2005) einer konsensstiftenden Interpretation des Krieges an eindeutigen Helden, Siegen und Botschaften. Deshalb sei die eigene Opferrolle im Diskurs wichtiger als größere Zusammenhänge, die ihm zufolge für eine Erinnerung und das Ende des Erinnerungskrieges nötig wären. Mollenhauer (2010) hingegen sieht die Lösung des Erinnerungskonflikts einerseits in der Behebung der Ursachen für soziale Probleme, die als Auslöser für Diskursbeiträge fungieren und andererseits in der „Rehabilitierung der Histoire gegenüber der Mémoire“ [Hervorhebungen im Original], die nur durch eine kritische Geschichtsschreibung erfolgen kann. Auf diese Weise, so Mollenhauer, kann Geschichte als Instrument der nationalen Integration dienen. Hüser (2005) formuliert darüber hinaus die These, die intensive und kontroverse Debatte um die Aufarbeitung sei Symptom für die unklare Zukunft der französischen Nation.

#### Deutung des Krieges in Schulbüchern
Letztendlich wurde in Frankreich bis heute noch keine einheitsstiftende Erinnerung an den Algerienkrieg erreicht, was sich u. a. auch in der Übermittlung der Geschichtskultur an die nächste Generation zeigt. Der Algerienkrieg findet z. B. seit den 1990er Jahren Berücksichtigung in französischen Schulbüchern, wobei Inhalt, Umfang und Deutung immer noch umstritten sind. Die über Schule und Schulbücher vermittelte politische Erinnerung ist damit keineswegs kohärent. Untersuchungen hierzu finden sich u. a. bei Sandrine Lemaire (2006) in Kohser-Spohn et al. (Hrsg.), sowie im Rahmen des Projekts „Europa als koloniale Erinnerungsgemeinschaft“ des Georg-Eckert-Instituts unter der Leitung von Susanne Grindel.

### Öffentlicher Erinnerungsdiskurs in Algerien

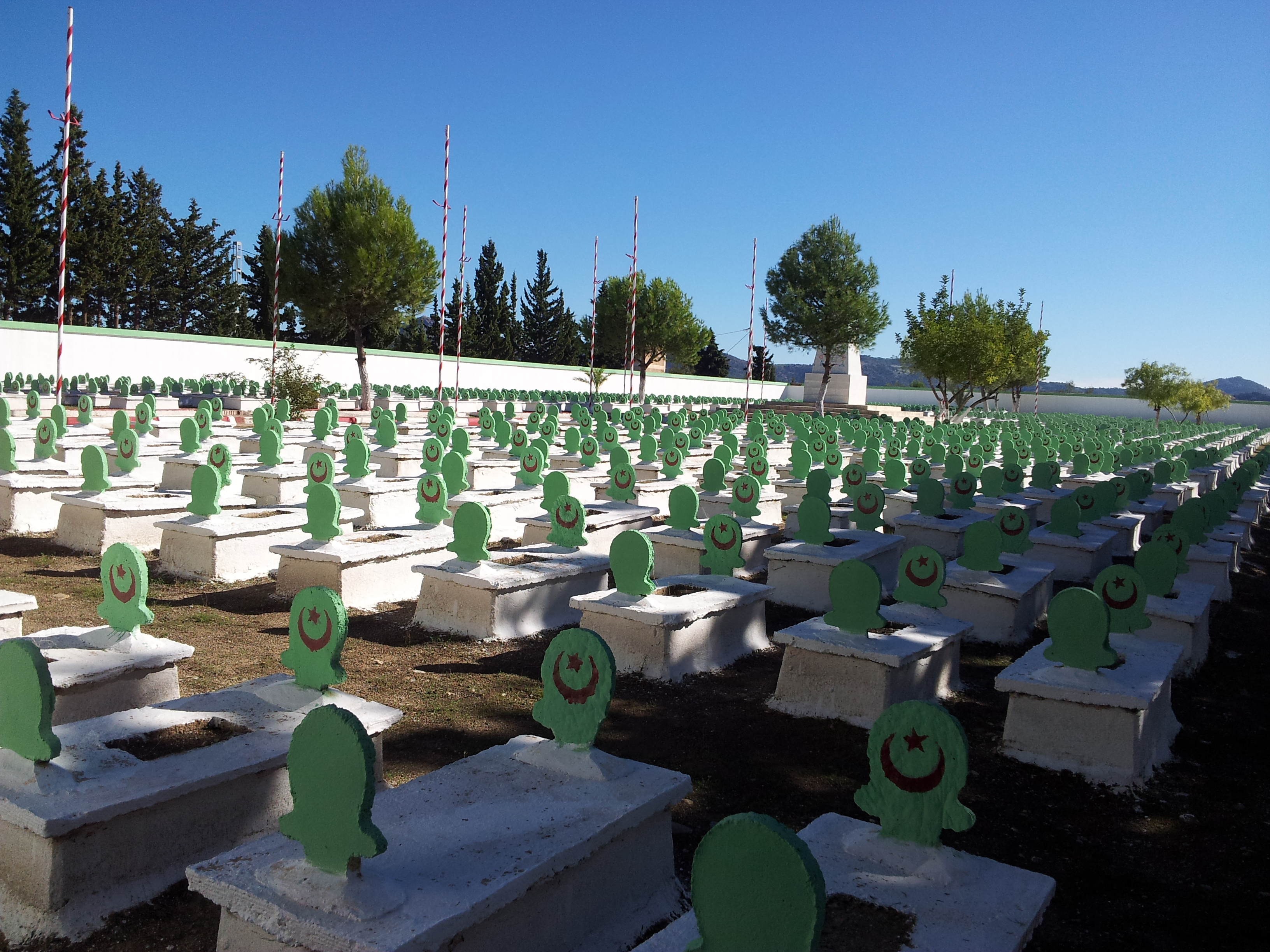
Friedhof für Gefallene Kombattanten der ALN, Bourokba, Algerien, 2012

Der Erinnerungsdiskurs in Algerien kann ebenso wie jener in Frankreich in zwei Phasen eingeteilt werden. So unterscheidet Soufi (2006) zwischen einem Zeitraum von 1962 bis 1988, als die staatlichen Institutionen allein berechtigt waren, die Vergangenheit zu deuten und andererseits einer Phase nach 1988, in der über zahlreiche Vereine und bekannte Persönlichkeiten verschiedene Versionen der Geschichte in der öffentlichen Meinung koexistierten. Unmittelbar nach der offiziellen Unabhängigkeit Algeriens 1962 errichtete die FLN einen Einparteienstaat, den Ben Bella als Staatspräsident anführte. Schnell verbreiteten die Machthaber ihre Version der Geschichte, die den Algerienkrieg als Gründungsmythos des neuen Staates nutze. Die Charta von Algier von 1964 war die erste offizielle Darstellung der Vergangenheit, obgleich sie überwiegend Daten statt Interpretationen enthielt. In Medien und Presse, aber auch bei Gedenkveranstaltungen und ab den späten 1960er Jahren als Unterrichtsgegenstand in Schulen schien diese offizielle Interpretation des Krieges zu gelten. Für deren Verbreitung wurden zwischen 1981 und 1984 „Seminare über die Geschichtsschreibung zur Revolution von 1954“ staatlich organisiert. Auch die universitäre Forschung zum Algerienkrieg wurde von der Einheitspartei reglementiert und kontrolliert, was deren Einseitigkeit erklärt. Die Geschichtsschreibung der FLN war dabei stark muslimisch geprägt. Scheich Abdelhamid Ibn Bad äußerte: „Der Islam ist unsere Religion, Arabisch ist unsere Sprache, Algerien ist unser Vaterland.“ und brachte damit die zuvor herrschende Unterdrückung dieses Selbstbildes durch Frankreich zum Ausdruck. Diese Auffassung wurde in die algerische Verfassung aufgenommen und war damit identitätsstiftend für die neue unabhängige Nation unter der Führung der FLN, verdrängte damit aber gleichzeitig andere Erinnerungen.

### Deutungen des Krieges in Algerien
Der offiziellen Geschichte widersprachen Zeitzeugen und Akteure des Algerienkriegs, die Memoiren als Form der Erinnerung verfassten, darunter Ferhat Abbas, Hocine Ait-Ahmed, Rabah Zerari. Darüber hinaus wurden auch Zeitzeugenberichte in der Presse abgedruckt, die dem Bedürfnis gerecht werden sollten, nicht zu vergessen. Yves Courrière veröffentlichte eine Sammlung von historischen Dokumenten, die ebenfalls der offiziellen Geschichtsdeutung widersprachen. Das Buch wurde verboten und entfaltete dennoch eine enorme Wirkmacht im Diskurs. Auch die Rückkehr untergetauchter Personen des Nationalismus, wie Messali Hadj, regte die Debatte an, sodass ab 1988 freier über den Krieg und die Erinnerung gesprochen werden konnte. Grund dafür waren auch das Ende der FLN-Herrschaft, der wirtschaftliche Absturz Algeriens und die damit ausgelöste Revolte im Oktober 1988. Ebenso bewirkten die Öffnung des Verlagswesens und die Liberalisierung im Bereich der Medien eine neue Geschichtsschreibung, die nicht mehr dem Populismus des FLN-Regimes dienen musste. Zudem erwachte in diesem Umbruch ein öffentliches Interesse an Personen des Nationalismus und an ihren Lebenswegen als Inspiration für die neue Generation. Verschiedene Gruppen beanspruchten nun die offizielle Erinnerung für sich: „pieds-noirs, harkis, anciens combattants, voire appelés du contingent ou ‘porteurs de valises’, se concurrencent pour obtenir, à travers diverses actions militantes, que leurs mémoires soient converties en histoire officielle – et cela au détriment des souvenirs des ‘groupes’ concurrents.“ Daher folgert Savarese (2007), dass auch in Algerien ein guerre de mémoire entflammte. Der deutsche Friedensforscher Werner Ruf (2006, 152) bilanziert: „Mit der Verhinderung eines der Wirklichkeit angemessenen Geschichtsverständnisses werden nicht nur die Pluralität der Geschichte des Befreiungskampfes und der gesellschaftlichen Kräfte in Algerien ausgeblendet, damit wird auch die Herausbildung eines demokratischen Bewusstseins verhindert.“ Er sieht dies als eine der Ursachen für den algerischen Bürgerkrieg, der im Dezember 1991 zwischen der Regierung Algeriens und verschiedenen islamistischen Gruppierungen ausbrach. Beide Parteien nutzten den Algerienkrieg dabei als Referenz für ihre Position, wodurch die Erinnerung erneut Thema der Öffentlichkeit wurde. Indem Frankreich in dieser inneralgerischen Auseinandersetzung die „Rolle eines Finanziers und militärisch-polizeilichen Kooperationspartners“ auf Seiten der Regierung einnahm, überlagerten sich die Erinnerungskriege in Algerien und Frankreich, was für eine zusätzliche Verstärkung der Debatte sorgte. Das Abbild der Auseinandersetzung um die Deutung der Geschichte untersucht der algerische Soziologe Hassan Remaoun (2006) in Kohser-Spohn (Hrsg.) in Bezug auf algerische Schulbücher.

### Begriffsklärung
Im gesamten Erinnerungsdiskurs gilt es zwischen unterschiedlichen Begrifflichkeiten zu unterscheiden. In Frankreich wurde der Algerienkrieg bis 1999 „une guerre sans nom“ genannt. Die Bezugnahme erfolgte lediglich über die Ausdrücke „événements d’Algérie“ („Ereignisse von Algerien“), „opérations de police“ („Polizeioperationen“), „maintien de l’ordre publique“ („Maßnahmen zur Aufrechterhaltung der öffentlichen Ordnung“), „mission civilisatrice“ („zivilisatorische Mission“) oder „pacification“ („Friedenssicherung“), wobei die unterschiedlichen Formulierungen verschiedene Haltungen von neutralem Bezug bis zur überlegenen zivilisatorischen Aufgabe zum Ausdruck bringen. Einerseits wollte Frankreich auf diese Weise Algerien nicht den Status einer regulären Armee gewähren und es damit nicht als Kriegspartei anerkennen. Andererseits lagen auch finanzielle Motive hinter dieser Begriffsvermeidung, da die Anerkennung der Ereignisse als Krieg mit Reparationszahlungen gekoppelt gewesen wäre, u. a. an etwa 1,4 Millionen Opfer und Traumatisierte. Diese politische Kontrolle der Sprachverwendung stand der öffentlichen Debatte entgegen, die längst vom „Guerre d’Algérie“ handelte, wie auch Journalisten und Historiker diese Ereignisse bezeichneten. Ende der 1990er Jahre wurden die Begrifflichkeiten in der französischen Nationalversammlung diskutiert. Dabei bekannten sich die Redner zum Begriff „Krieg“, aber niemand sprach über dessen Ursachen oder Deutung. Per Dekret beschloss das französische Parlament im Juni 1999 einstimmig, die Ereignisse von nun an als „Guerre d’Algérie“ zu bezeichnen, wodurch die offizielle Sprache an die real existierende Sprache angepasst wurde. Eine damit verbundene Anerkennung Algeriens als unabhängiger Staat wurde nicht thematisiert. Stora (2004) schlägt daher den Terminus „Guerre en Algérie“ vor, der als echte Anerkennung einen Krieg zwischen zwei getrennten Ländern bezeichnen würde, was jedoch aus der Perspektive der französischen Geschichtsschreibung undenkbar wäre, da Algerien laut Frankreich zum französischen Territorium gehörte.
In Algerien determiniert ebenfalls die Geschichtskultur die Begriffsverwendung. Die FLN prägte den Ausdruck der „révolution algérienne“ („algerische Revolution“), um auf ihre Vergangenheitsdeutung Bezug zu nehmen. Daneben werden die Begriffe „guerre de libération“ („Befreiungskrieg“) und „guerre d’indépendance“ („Unabhängigkeitskrieg“) verwendet. Dies lässt bereits die positive Deutung des Ausgangs an erkennen.

### Erinnerungspolitik
Die Erinnerungspolitik kann als Schnittstelle zwischen französischer und algerischer Erinnerungskultur betrachtet werden. In Frankreich engagierte sich Jacques Chirac, der selbst als Offizier in Algerien gekämpft hatte, für die Verbesserung der franko-algerischen Beziehungen. Jean-Marie Le Pen hatte freiwillig am Algerienkrieg mitgewirkt und rühmte sich mit seiner Rolle, wodurch er sich die politische Unterstützung der pieds-noirs sicherte. Große Wirkung hatte die Forderung von Gerichtsverfahren gegen Generäle des Algerienkriegs, darunter gegen Maurice Papon, Jacques Massu, Marcel Bigeard und Paul Aussaresses. Dabei ging es einerseits um deren Beteiligung an bzw. Anordnung von Foltermaßnahmen, andererseits unterstützte ihr Mitwirken an den Vichy-Verbrechen die Forderung nach Verurteilung. Dieser standen jedoch die Amnestiedekrete von 1962 entgegen. Ein weiteres Gesetz, das am 23. Februar 2005 verabschiedet wurde, galt der Anerkennung der zivilen und damit nicht nur der militärischen Opfer und deren materiellen Entschädigung. Artikel 4 des Gesetzes („le rôle positif de la présence française outre-mer, notamment en Afrique du Nord“ – „die positive Rolle der französischen Präsenz in Übersee, insbesondere in Nordafrika“) enthielt jedoch eine positive Bewertung des Kolonialismus, was Raum für kontroverse Debatten lieferte. Sogar Historiker protestierten, da sie sich um ein „nuanciertes Bild der französischen Kolonialgeschichte“ bemühten und das Gesetz die Forschungsrichtung festlege, was jeder Art von Wissenschaftlichkeit widerstrebe. Es entstanden mehrere Petitionen von Historikern und der Ligue des Droits de l’Homme gegen den Artikel 4. Pierre Nora verfasste in diesem Kontext ein Manifest mit dem Titel „Liberté pour l’histoire“ (2005). Der algerische Präsident Bouteflika forderte eine Revision dieser Geschichtspolitik und einen „Akt der Reue“. Der umstrittene Gesetzentwurf entfachte folglich eine Debatte über Geschichtskultur und Machtverhältnisse innerhalb der Deutung der Geschichte. Schließlich wurde der Artikel 4 aus dem Gesetz entfernt mit der Begründung Chiracs „Die Geschichte […] ist der Schlüssel zur Kohäsion einer Nation.“
Während seiner Präsidentschaft integrierte Jacques Chirac im Gegensatz zu seinem Vorgänger François Mitterrand auch die „dunklen Stellen“ der Vergangenheit in den „récit national“ und erweiterte damit die Nationalgeschichte um die Perspektive der ethnischen Minderheiten. Laut Mollenhauer (2010, 135) habe Chirac trotz der Integration verschiedener Perspektiven nicht die gesellschaftliche Integration der dahinterstehenden Gruppen erreicht, sondern den Krieg der Erinnerungen dadurch noch verstärkt. Chiracs Nachfolger Nicolas Sarkozy lancierte einen Gegenentwurf in der Erinnerungspolitik und forderte 2007 das Ende der Politik der Reue. Ihm wurde daraufhin vorgeworfen, dies nur für die Wahlkampfpolitik geäußert zu haben, um die politische Rechte zurückzugewinnen. François Hollande bemühte sich während seiner Präsidentschaft um die Versöhnung mit Algerien, was sein Engagement bezüglich eines offiziellen Gedenktages und mehrere Staatsbesuche in Algerien zeigten. Kritiker vermuteten jedoch auch wirtschaftliche Interessen, die eine gute Zusammenarbeit mit dem erdölreichen Algerien nötig machten. In seiner Rolle eines Erneuerers liegt auch Emmanuel Macron viel an intakten franko-algerischen Beziehungen. Dabei verkörpert er den Generationenwechsel, da er schließlich erst 15 Jahre nach Ende des Algerienkriegs geboren wurde.

#### Gedenkstätten
Zahlreiche Gedenkstätten als Erinnerungsorte finden sich ab den 1990er Jahren in Frankreich. Eine der ersten französischen Stätten war das „Denkmal für die Opfer und gefallenen Kriegsteilnehmer in Nordafrika“ am Boulevard d’Algérie im 19. Pariser Arrondissement. Es wurde am 11. November 1996 von Chirac eingeweiht, der dabei auch die Gruppe der Harkis ausdrücklich einbezog.
Im Dezember 2001 brachte der Pariser Bürgermeister Bertrand Delanoë, selbst in Tunesien geboren, eine Gedenktafel an der Pariser Brücke Pont Saint-Michel an. Sie soll an das Massaker von Paris am 17. Oktober 1961 erinnern, bei dem die Pariser Polizei gewaltsam gegen eine friedliche Demonstration algerischer Unabhängigkeitsbefürworter vorgegangen war. Die Gedenktafel trägt den Schriftzug „à la mémoire des nombreux Algériens tués lors de la sanglante répression de la manifestation pacifique du 17 octobre 1961“ („im Gedenken an die zahlreichen getöteten Algerier der blutigen Unterdrückung der friedlichen Demonstration des 17. Oktobers 1961“). Die Gedenktafel wurde von Gaullisten, Rechtsextremen und Linken heftig kritisiert, die konservative Opposition im Stadtrat von Paris boykottierte sogar die Zeremonie.
Ein Jahr später, am 5. Dezember 2002, wurde am Pariser Quai Branly das Mémorial national de la guerre d’Algérie et des combats du Maroc et de la Tunisie („nationale Gedenkstätte des Algerienkriegs und der Kämpfe in Marokko und Tunesien“) von Chirac eingeweiht. Gestaltet von Gérard Collin-Thiébaut besteht das Mahnmal aus drei Säulen mit vertikalen Anzeigen. Auf der ersten Säule sind die Namen der 23 000 Soldaten und harkis zu lesen. Die zweite Säule erinnert mit Nachrichten an den Algerienkrieg und alle nach dem Waffenstillstand verschwundenen Personen. Die dritte Säule ermöglicht das interaktive Scrollen durch die Namen der Opfer. Auf dem Boden befindet sich die Inschrift: „A la mémoire des combattants morts pour la France lors de la guerre d’Algérie et des combats du Maroc et de la Tunisie, et à celle de tous les membres des forces supplétives, tués après le cessez-le-feu en Algérie, dont beaucoup n’ont pas été identifiés“ („im Gedenken an die für Frankreich gefallenen Kämpfer im Algerien, in den Kämpfen in Marokko und Tunesien und an jene Mitglieder der zusätzlichen Einsatztruppen, die nach dem Waffenstillstand in Algerien getötet und von denen viele nicht identifiziert wurden“). Hüser (2005, 56) wertet dieses als den Höhepunkt „offizieller Konsensstiftungsversuche“. Laut Stora stellt es eines der „instruments de perpétuation de la mémoire“ dar.
Jedoch ist die französische Erinnerungstopographie nicht unumstritten. Beispielsweise die Einweihung der „Mur des Disparus“ in Perpignan 2007 sollte alle Namen der Opfer auflisten, wobei nur diejenigen, die für das „französische Algerien“ gefallen waren, genannt wurden. Eine Kommission betrieb anschließend Nachforschungen, sodass die Liste bis heute kontinuierlich ergänzt wird. Auch das Projekt der Mémorial national de la France Outre-Mer in Marseille war umstritten, da es angeblich von der Lobby der pieds-noirs geplant und finanziert worden sei. Es sollte die Geschichte der in den Kolonien lebenden Franzosen im 18. und 19. Jahrhundert nachzeichnen, wurde jedoch nie realisiert. Darüber hinaus ist immer wieder Vandalismus an den Erinnerungsorten zu beobachten, so beispielsweise in Toul, wo Gedenktafeln am Monument aux morts abgerissen wurden. Mollenhauer sieht in den genannten Beispielen umstrittener Gedenkstätten den Widerspruch zwischen rechtlicher Normierung eines bestimmten Geschichtsbildes einerseits und dem Aufbau verschiedener Erinnerungsorte andererseits.

#### Gedenktage
Die Einstimmigkeit, welche im französischen Parlament bezüglich der Anerkennung des Begriffs „Algerienkrieg“ herrschte, fehlte in der Debatte um einen nationalen Gedenktag gänzlich. Während der Aufarbeitung in den frühen 2000er Jahren wurden verschiedene Daten von unterschiedlichen Gruppen favorisiert: Die Vereinigung Fédération nationale des anciens combattants en Algérie, Maroc et Tunésie (FNACA) plädierte für den 19. März in Erinnerung an den Waffenstillstand von 1962. De Gaulle persönlich wandte sich dagegen, da der Rückzug aus der Kolonie wenig feierlich gewesen sei. Auch die UMP hielt später dagegen, da es auch danach noch Auseinandersetzungen gegeben habe. Dennoch wurde der 19. März von der FNACA bereits 1964 begangen, in den Folgejahren wurde ein Gedenkzug zum Pariser Triumphbogen veranstaltet, dem sich immer mehr Personen anschlossen. 1971 forderte die FNACA sogar die Umbenennung mindestens einer Straße jeder Kommune in „Straße des 19. März 1962 – Ende des Algerienkrieges“, was mehrheitlich abgelehnt wurde. Unklar in der Debatte um den 19. März bleibt, ob sich dieser auf den Waffenstillstand oder die Evian-Vereinbarung bezieht. 1977 nahm der damalige Präsident Giscard d’Estaing am 16. Oktober an einem Trauerzug zu Ehren eines gefallenen Soldaten bei Lorette teil. Der Verband FNCPG (Fédération Nationale de Combattants et Prisionniers de Guerre) schlug ebenfalls den 16. Oktober als Gedenktag vor, jedoch nicht aufgrund einer Verbindung zum Algerienkrieg, sondern um einen Bezug zum Ersten Weltkrieg herzustellen und die Algerienkämpfer gegenüber den Veteranen des Ersten Weltkriegs aufzuwerten. Andere Gruppen plädierten für den 8. Februar in Anlehnung an das Referendum über die algerische Unabhängigkeit 1961 oder den 26. März zum Gedenken an die Erschießung mehrere Demonstranten durch die französische Armee in Algier 1962. Die Debatte um den 19. März wurde in den 1980er Jahren durch zahlreiche Angriffe und Störungen der Gedenkfeier, welche die FNACA ausrichtete, angeheizt. Eine bewusste Ausklinkung aus der Debatte gelang Chirac 2002, als er die Einweihung des Mémorial am Quai Branly auf den 5. Dezember, ein historisches „Un-Datum“, legte. Die Entscheidung gegen den 19. März als offiziellen Gedenktag fiel im selben Jahr aufgrund einer mangelnden Mehrheit im Parlament. Folglich wurde 2003 der 5. Dezember zum „Journée nationale d’hommage aux morts pour la France pendant la guerre d’Algérie et les combats du Maroc et de la Tunisie“ gewählt, der lediglich auf die Einweihung des Mémorial referiert und nicht auf den Algerienkrieg selbst. 2012 wurde schließlich auf Initiative von François Hollande auch der 19. März zum „Journée nationale du souvenir et du recueillement à la mémoire des victimes civiles et militaires de la guerre d’Algérie et des combats en Tunisie et au Maroc“. Der entsprechende Gesetzestext bezieht sich dabei explizit auf den Waffenstillstand von 1962. Bereits seit 2001 gilt darüber hinaus der 25. September als „Journée nationale d’hommage aux harkis“. 2003 wurde außerdem zu „L’année de l’Algérie en France“ erklärt, sodass zahlreiche kulturelle Veranstaltungen die franko-algerischen Beziehungen und die Erinnerungskultur stärken sollten.
Pervillé (2006) bilanziert die Debatte um die Gedenktage wie folgt: „Die Tatsache, dass kein Einvernehmen über das Datum des Gedenktages besteht, spiegelt lediglich wider, dass kein nationaler Konsens über die Botschaft vorhanden ist, die dieser Gedenktag zum Ausdruck bringen und vermitteln sollte.“ Die Heterogenität der Erinnerung kommt folglich auch in dieser Debatte zum Tragen.

#### Staatsbesuche
Den ersten Staatsbesuch eines französischen Präsidenten in Algerien nach Kriegsende absolvierte im März 2003 Chirac bei seinem damaligen Amtskollegen Bouteflika. Im Kontext der öffentlichen französischen Debatte um die Kriegsverbrechen wurde Chirac in Algier in einer Masseneuphorie empfangen, u. a. aufgrund der Position Frankreichs im Irak-Krieg, aber auch aus Verzweiflung über die sozialen und politischen Missstände im eigenen Land. In Chiracs Rede an der Universität Oran bekannte er sich zur „devoir de la mémoire“, nannte aber keine Akteure, um die französische Armee weder verteidigen noch entschuldigen zu müssen. Ebenso wenig ging er auf das asymmetrische Verhältnis des Kolonialismus ein. Stattdessen erklärte er, Franzosen und Algerier hätten in gleichem Maße gelitten, weshalb der Kolonialismus als verbindende gemeinsame Geschichte gedeutet werden könne. Als „Zeichen des Friedens“ folgte ein spektakulärer Händedruck zwischen Chirac und den beiden ehemaligen FLN-Aktivisten Yacef Saadi und Zohra Drif. Der Staatsbesuch betonte insgesamt die gemeinsame Vergangenheit und überging dabei die Debatten über die Folterungen und die Schicksale der harkis.
Im Dezember 2007 war Sarkozy zum Staatsbesuch in Algerien, während die Erinnerungsproblematik die franko-algerischen Beziehungen belastete. Stora formuliert die wichtigste Frage der Algerier als „Wird er den algerischen Forderungen nachkommen oder wird er bei seinem harten Kurs gegen jegliche Reue bleiben, den er schon während der Wahlkampagne mit Erfolg praktiziert hat?“ Bei einem Vortrag prangerte Sarkozy schließlich den Kolonialismus als pure Ungerechtigkeit an und zeigte sich wenig reuevoll. Anhand des Staatsbesuchs und dessen Rezeption macht Stora zwei Gruppen aus, die die Erinnerung spalten: einerseits die französischen Anhänger der nostalgérie und andererseits die algerischen Kämpfer und Mitglieder der Organisation nationale des moudjahidine (ONM).
Im Dezember 2017 besuchte Macron Algerien als Staatspräsident, nachdem er bereits im Februar 2017 in Algerien die Kriegstaten als Verbrechen gegen die Menschlichkeit deklariert hatte, wodurch er sich diverser Kritik aussetze. Im Dezember erkannte er dann Algerien als gleichgestellten Partner an, ohne dabei Geisel der Geschichte sein zu wollen. Auch im Kampf gegen den Terror gab er sich mit Algerien verbunden.

### In englischer Sprache
- Martin Evans: Algeria: France’s undeclared war. Oxford University Press, Oxford 2012, ISBN 978-0-19-280350-4.
- Martin Evans: The Memory of Resistance: French Opposition to the Algerian War (1954–1962). Berg Publishers 1997, ISBN 1-85973-927-X.
- Martin Evans, John Phillips: Algeria – Anger of the Dispossessed. Yale University Press, London 2007, ISBN 978-0-300-10881-1.
- Alistair Horne: A Savage War Of Peace. Algeria 1954–1962. New York 1977 [Neuauflage 2006], ISBN 978-1-59017-218-6.

### In französischer Sprache
- Charles-Robert Ageron: La guerre d’Algérie et les Algériens, 1954–1962 : actes de la table ronde. Paris, 1996, ISBN 2-200-01895-9.
- Mohammed Harbi, Benjamin Stora (Hrsg.): La guerre d’Algérie 1954–2004. La fin de l’amnésie. Robert Laffont, Paris 2004, ISBN 2-221-10024-7.
- Guy Hennebelle, Mouny Berrah, Benjamin Stora: La Guerre d’Algérie à l’écran. Cinémaction, 1997, ISBN 2-85480-909-2.
- Yves Michaud (Hrsg.): La Guerre d’Algérie (1954–1962). Reihe: L’Université de tous les savoirs. Odile Jacob, Paris 2004, ISBN 2-7381-1190-4.
- Pierre Montagnon: La guerre d’Algérie. Genèse et engrenage d’une tragédie. Pygmalion, Paris 1997, ISBN 2-85704-172-1.
- Annie Dayan Rosenman, Lucette Valensi (Hrsg.): La guerre d’Algérie dans la mémoire et l’imaginaire. Actes du colloque organisé à Paris en novembre 2002. Bouchene, Saint-Denis 2004, ISBN 2-912946-81-6.

### In deutscher Sprache
- Hartmut Elsenhans: Frankreichs Algerienkrieg 1954–1962. Entkolonisierungsversuch einer kapitalistischen Metropole. Hanser, München 1974, ISBN 3-446-11858-6.
- Christiane Kohser-Spohn und Frank Renken (Hrsg.): Trauma Algerienkrieg: Zur Geschichte und Aufarbeitung eines tabuisierten Konflikts. Campus, München 2006, ISBN 3-593-37771-3.
- Claus Leggewie: Kofferträger. Das Algerien-Projekt der Linken im Adenauer-Deutschland. Rotbuch, Berlin 1989, ISBN 3-88022-286-X.
- Bernhard Schmid: Algerien – Frontstaat im globalen Krieg? Neoliberalismus, soziale Bewegungen und islamistische Ideologie in einem nordafrikanischen Land. Unrast, Münster 2005, ISBN 3-89771-019-6.
  - ders.: Das koloniale Algerien. Unrast, Münster 2006, ISBN 3-89771-027-7.

## Filme und Fernsehsendungen
- Caché, dt. Titel: Caché, Regie: Michael Haneke, Darsteller: Daniel Auteuil/Juliette Binoche, Frankreich/Österreich/Deutschland/Italien 2005.
- Les Déracinés, dt. Titel: Flucht nach Korsika, Regie: Jacques Renard, Fernsehfilm ARTE F, Frankreich 2001.
- La Guerre Sans Nom, dt. Titel: Der Krieg ohne Namen
- Die Rote Hand (BRD 1960, Regie: Kurt Meisel)
- Flucht aus der Hölle (DDR 1960, Deutscher Fernsehfunk DFF, Regie: Hans-Erich Korbschmitt, 4 Teile, Erstausstrahlung 11. Oktober 1960, mit Armin Mueller-Stahl in der Hauptrolle)
- 1962: Marschier oder krepier (Marcia o crepa), Italien/Deutschland/Spanien, Regie: Frank Wisbar
- 1965: Schlacht um Algier (La Battaglia di Algeri), Italien/Algerien, Regie: Gillo Pontecorvo,
- 1966: Sie fürchten weder Tod noch Teufel (Lost Command), USA, Regie: Mark Robson
- 1972: Mit 20 Jahren in den Aures (Avoir 20 ans dans les Aurès), Frankreich, Regie: René Vautier (Preis der internationalen Kritik in Cannes 1972)
- 1973: Dezember (Décembre), Algerien/Frankreich, Regie: Mohamed Lakhdar-Hamina
- 2005: Die Sympathisantin (Avant l’oubli), Frankreich, Regie: Augustin Burger
- 2006: Leila – Die Tochter des Harki (Harkis), Frankreich, Regie: Alain Tasm
- 2007: Intimate Enemies – Der Feind in den eigenen Reihen (L’Ennemi intime), Frankreich/Marokko, Regie: Florent Emilio Siri
- 2010: Outside the Law (Hors-la-loi), Algerien/Frankreich/Belgien/Tunesien, Regie: Rachid Bouchareb
- Dokumentarfilme über Si Mustapha-Müller, der während des Algerienkrieges den Rückführungsdienst für Fremdenlegionäre aufbaute und leitete:
  - Mustapha Müller, Deserteur, Regie: Lorenz Findeisen. Der Film wurde am 10. Februar 2018 auf Arte gesendet. Der halbstündige Film ist in den öffentlichen Mediatheken nicht verfügbar. Eine deutsche Fassung kann vom Kölner Lichblick Film bezogen werden; in einer französischen Fassung ist er auf youtube verfügbar: Les oubliés de l'histoire: Winfried Muller dit Si Mustapha Muller.
  - Si Mustapha-Müller – Kurze Zeit des Ruhms, Regie: Erika Fehse. Dieser Film wurde 1993 mit dem Deutsch-Französischen Journalistenpreis ausgezeichnete und vom WDR und von arte gesendet.[130]
- Der Algerienkrieg. Sechsteilige Dokumentation von Rafael Lewandowski (Frankreich 2022).